# Baj
Baj (németül Woj, illetve Wallern) község Komárom-Esztergom vármegyében, a Tatai járásban. 

## Fekvése
Baj a Gerecse nyugati lábánál, Tata tóvárosi városrészétől keletre, közvetlen közelében fekszik. A szomszédos várossal a Baji út köti össze, mely a Petőfi Sándor utcában folytatódik. Hossza a község központjáig 2,7 km. Baj közúton csupán Tatán keresztül közelíthető meg, az említett 11 135-ös számú mellékúton, de határszélét északon érinti az 1128-as út is. Távolsága a megyeszékhely Tatabányától 12 kilométer. A legközelebbi vasúti csatlakozási lehetőség a Budapest–Hegyeshalom–Rajka-vasútvonal Tóvároskert megállóhelye, melynek távolsága a község központjától 1,3 kilométer. A sárga turistajelzés Baj főterén kezdődik és a Tatabányához tartozó Koldusszállásig vezet; a Gerecse túraútvonalai felé teremt kapcsolatot.
Baj 21,13 km²-es községterületének 2/3-át a Gerecse erdőségei foglalják el. Nyugatról Tatával, délről Vértesszőlőssel, keletről Vértestolnával, északkeletről rövid szakaszon Tardossal, északról a Tatához tartozó Agostyánnal, északnyugaton pedig (szintén rövid szakaszon) Szomód községgel határos. Keleti határát az Öreg-Kovács és a Szénás-hegy keleti lejtője alkotja, Tatával közös határának egy-egy része pedig az Agostyáni úttal, illetve a Budapest-Bécs vasúti fővonallal párhuzamos.
Baj enyhén hullámos térszínre települt, keletről vízfolyásokkal felszabdalt, lösszel borított dombvidék övezi, itt alakult ki a baji szőlőhegy. Ettől keletre a Gerecse meredeken emelkedik, és felszínre kerül a hegység mészkőtömege (Lábas-hegy, Kecske-hegy, Meszes-bükk), majd a Málhás-árok után az Öreg-Kovács 554 méterig emelkedő fennsíkja következik. A falutól délre hullámos homokfelszín húzódik a vasútvonalig, amelynek nagy része növénytermesztéshez gyenge talajú terület, ezért itt legelő illetve katonai lőtér létesült. A Tatára vezető út mentén a felszín alatt vastag agyagréteg található, melyet a tatai tégla- és cserépgyárak dolgoznak fel. A község északi részét homokfelszín, valamint löszön kialakult mezőségi talaj borítja, utóbbin szántóföldi művelés, illetve szőlő- és gyümölcstermesztés folyik.

### Hely- és dűlőnevek[3]

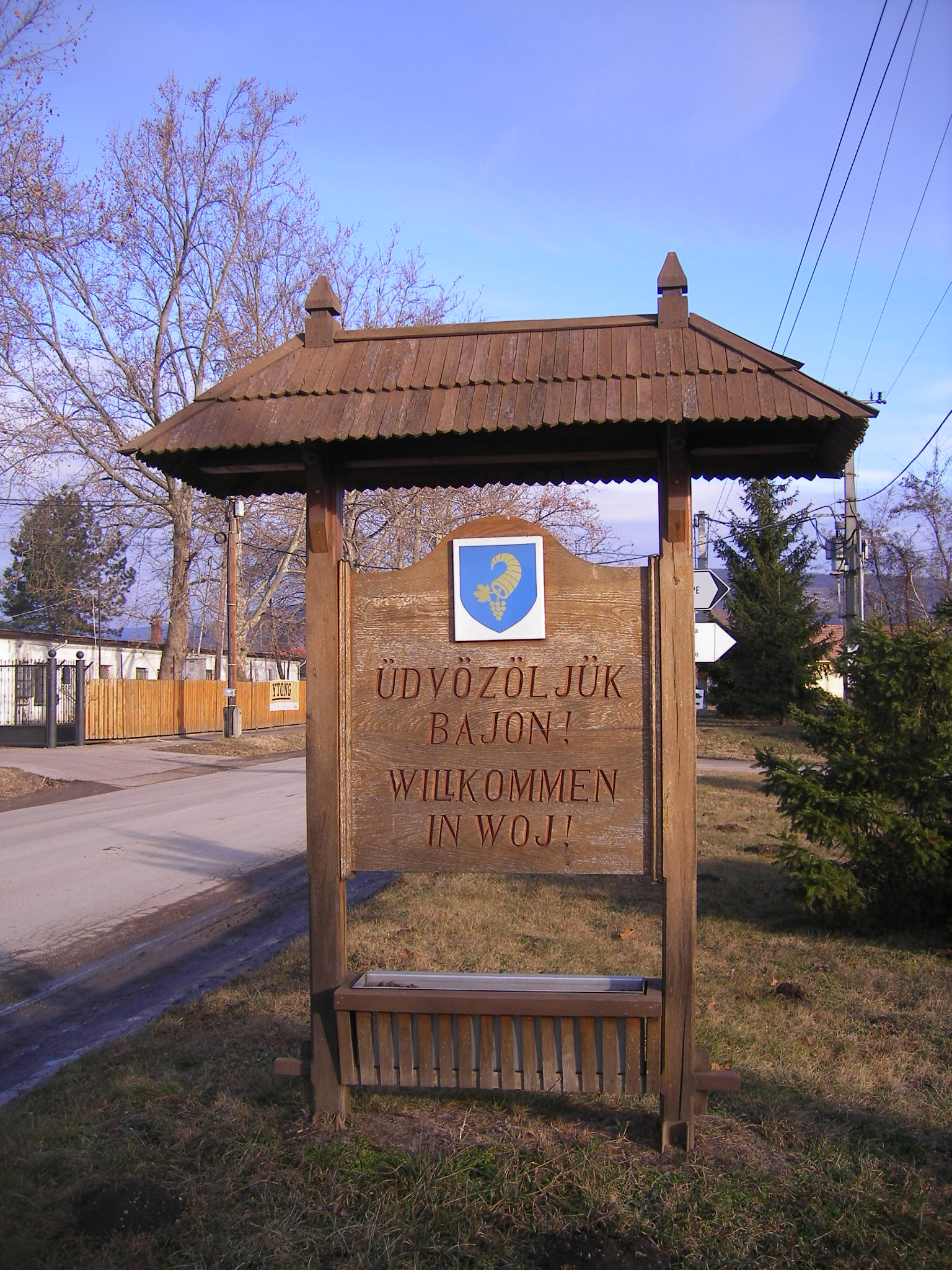
Címeres üdvözlőtábla

- Budáni-hegy (Steinbruch) –  a baji szőlőhegy középső része, a falu központjával egy vonalban, magyar nevét az egykori budai országútról, német nevét pedig a valaha itt működött kőbányáról kapta.
- Bükk-völgy – a völgyet zömmel bükk borítja. Itt halad a piros turistajelzés útja a Pusztatemplomtól Vértesszőlős felé.
- Grófi-kút – a Málhás-árok alsó végénél
- Hideg-kút – a tata-tarjáni országút közelében, a piros turistajelzés mellett. Nevét hideg vizéről kapta.
- Homok-dűlő – a központi belterülettől közvetlenül délre eső határrész
- Kappan-bükk (Khappen-bükk, 534 m) – az Öreg-Kovács fennsíkjának déli kiemelkedése. Tetejét sapkaszerűen bükk borította, innen származik az elnevezése.
- Kecske-hegy (Ziegenberg) (384 m)
- Kereszt-hát (428 m) – a Pusztatemplomtól északnyugatra emelkedő hegy
- Kis-hegy – a baji szőlőhegy része, a Kecske-hegy közvetlen folytatása. A környező hegyek közül ez a legalacsonyabb, innen kapta a nevét.
- Közép-dűlő (Greibenacker) – a határrész közepén fekszik, német neve az egykori téglagyári gödrökre utal. Később a katonai gyakorlótér része lett.
- Lábas-hegy – a Gerecse nyugati peremén fekszik, közvetlen folytatása a szőlőhegy. Védett erdőrész.
- Ló-kút – a Bükk-völgy felső részén. Valamikor itatáskor oldala beszakadt, és egy ló belecsúszott a kútba, azóta nem használják itatásra.
- Málhás-árok – a Pusztatemplomtól az Öreg-Kovács fennsíkjának nyugati oldalában húzódó völgy
- Meszes-bükk – az Öreg-Kovács fennsíkja nyugati lejtőjének erdőrésze. A hegy oldalában mészkősziklák vannak, a csúcs felé bükkös erdő húzódik.
- Öreg-Kovács (Altschmied, 554 m) – a Nyugati-Gerecse legmagasabb hegye. Mátyás király és az öreg szénégető mondája fűződik a hegyhez. Kovácsi régi, már elpusztult Árpád-kori falu volt, amely a település keleti határán feküdt. Neve 1364-ben tűnt fel az oklevelekben, egy királyi ember, Marco de Koacy nevében. 1366-ban olyan faluként említik, amely Tardostól délre, Tardos és Tolna közt feküdt mint Agostyán keleti szomszédja. Az egykori település nevét az Öreg Kovács-hegy elnevezése őrzi.
- Pusztatemplom – Az Öreg-Kovács nyugati oldalán, Haláp középkori település feltételezett helyén található templomrom (más néven Kovácsi templomrom). Közelében van a baji vadászház.
- Sánc-hegy (160 m)[4] – a Bécs-Budapest vasútvonal és az 1-es főút mellett, a vértesszőlősi határ szomszédságában található határrész. A falutól délre található hullámos homokfelszín legmagasabb kiemelkedése.
- Sikár-hegy – a baji szőlőhegy legészakibb határrésze, az agostyáni határ szomszédságában. Nevének eredete ismeretlen.
- Simon halála – erdőrész, a Meszes-bükk déli folytatása. Orvvadászok itt lőtték agyon egy Simon nevű erdészt.
- Szénás-hegy v. Széna-hegy (549 m) – az Öreg-Kovács fennsíkjának központi kiemelkedése. Jó minőségű erdei kaszálójáról kapta a nevét.
- Szentandrási-hegy – a baji szőlőhegy legdélebbi része, nevét a szőlők védőszentjéről, Szent Andrásról kapta, akinek kőszobrot is állítottak itt. Folytatása a Szent András-dűlő és a vértesszőlősi határ közelében a Szent András-tó.
- Vizes-bükk – erdőrész az Öreg-Kovács fennsíkján, vizenyős terület, bükkös borítja.

## Története

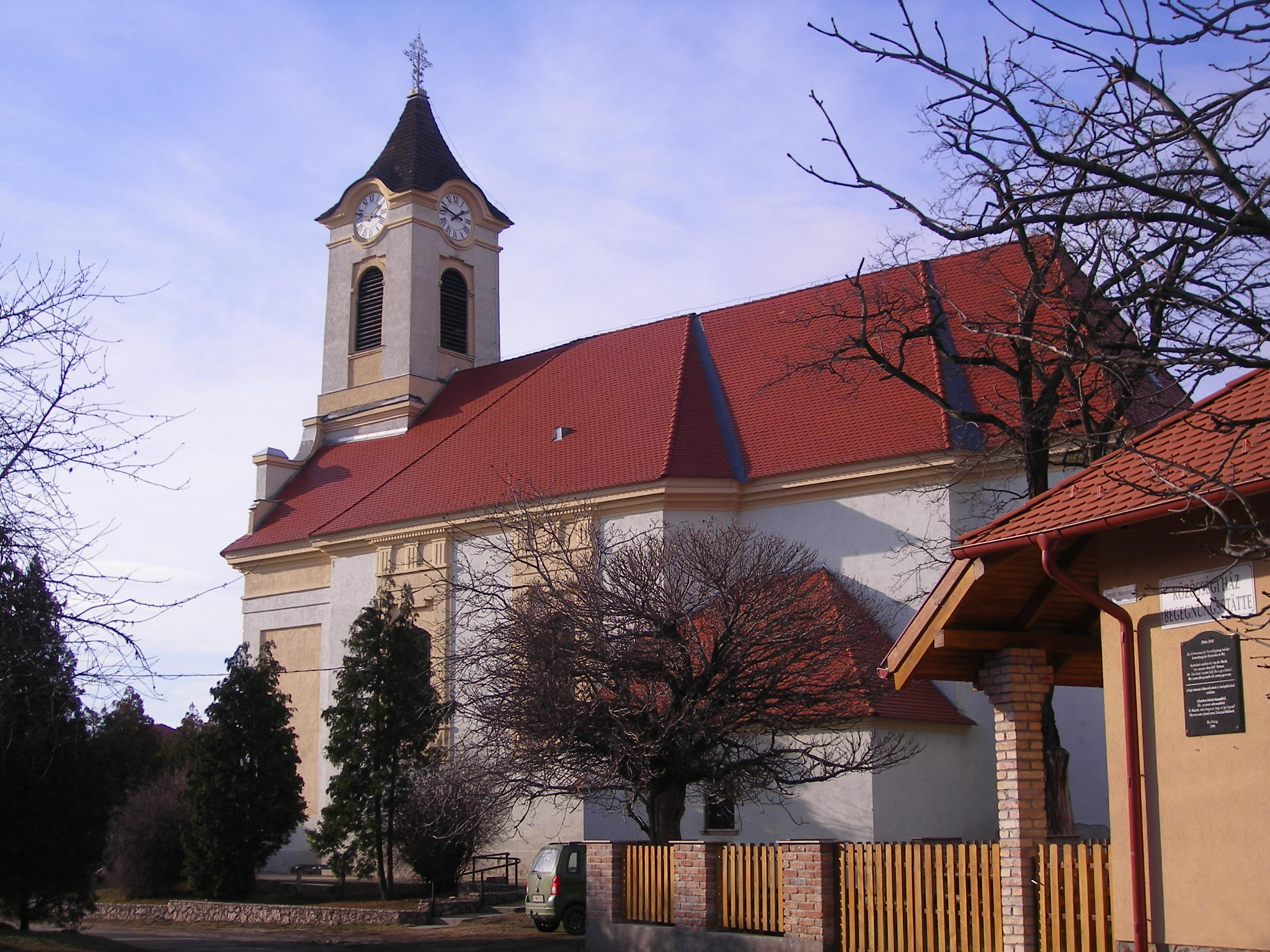
Baj copf stílusban épült katolikus temploma

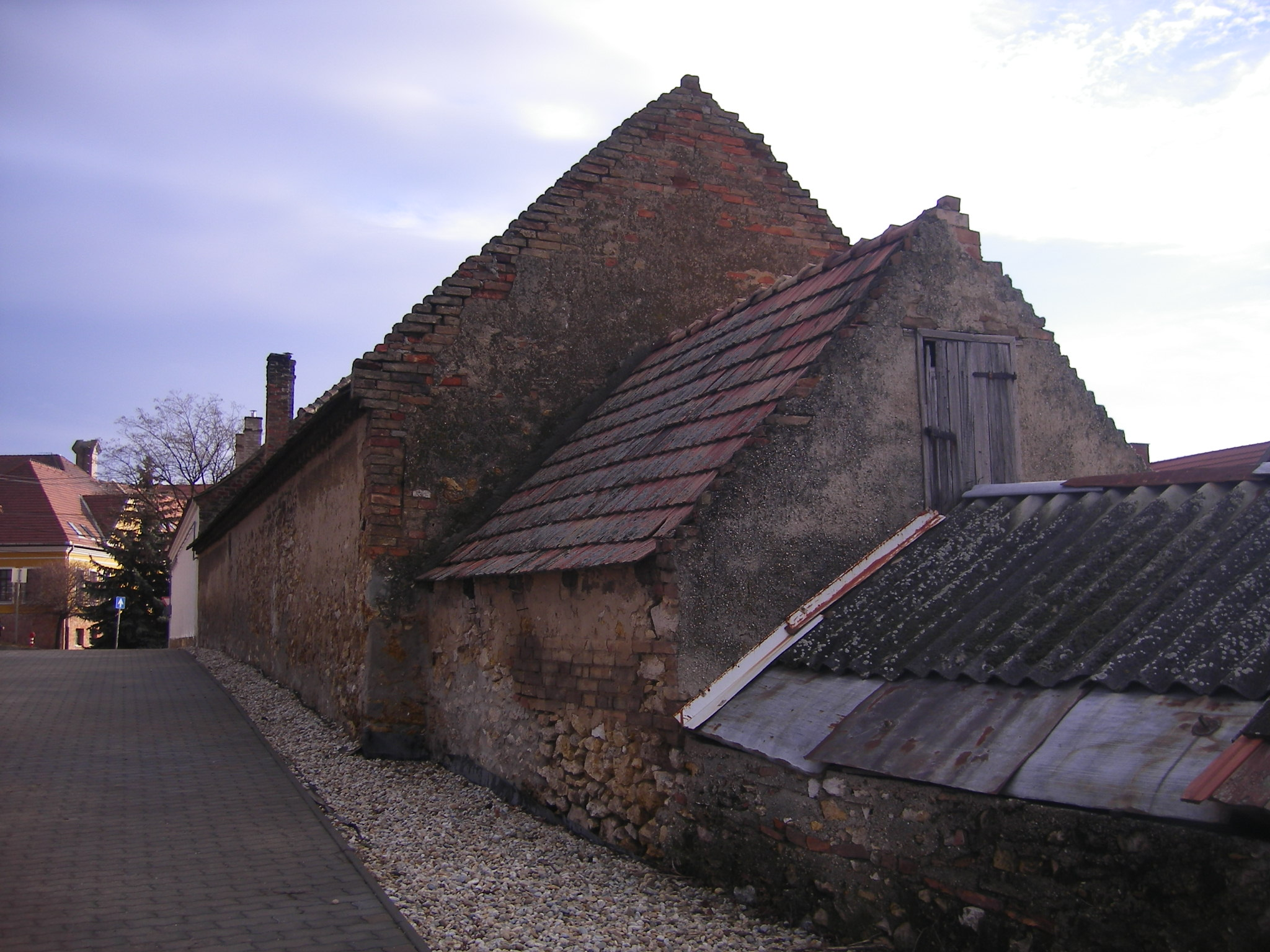
Hagyományos építkezési mód Bajon

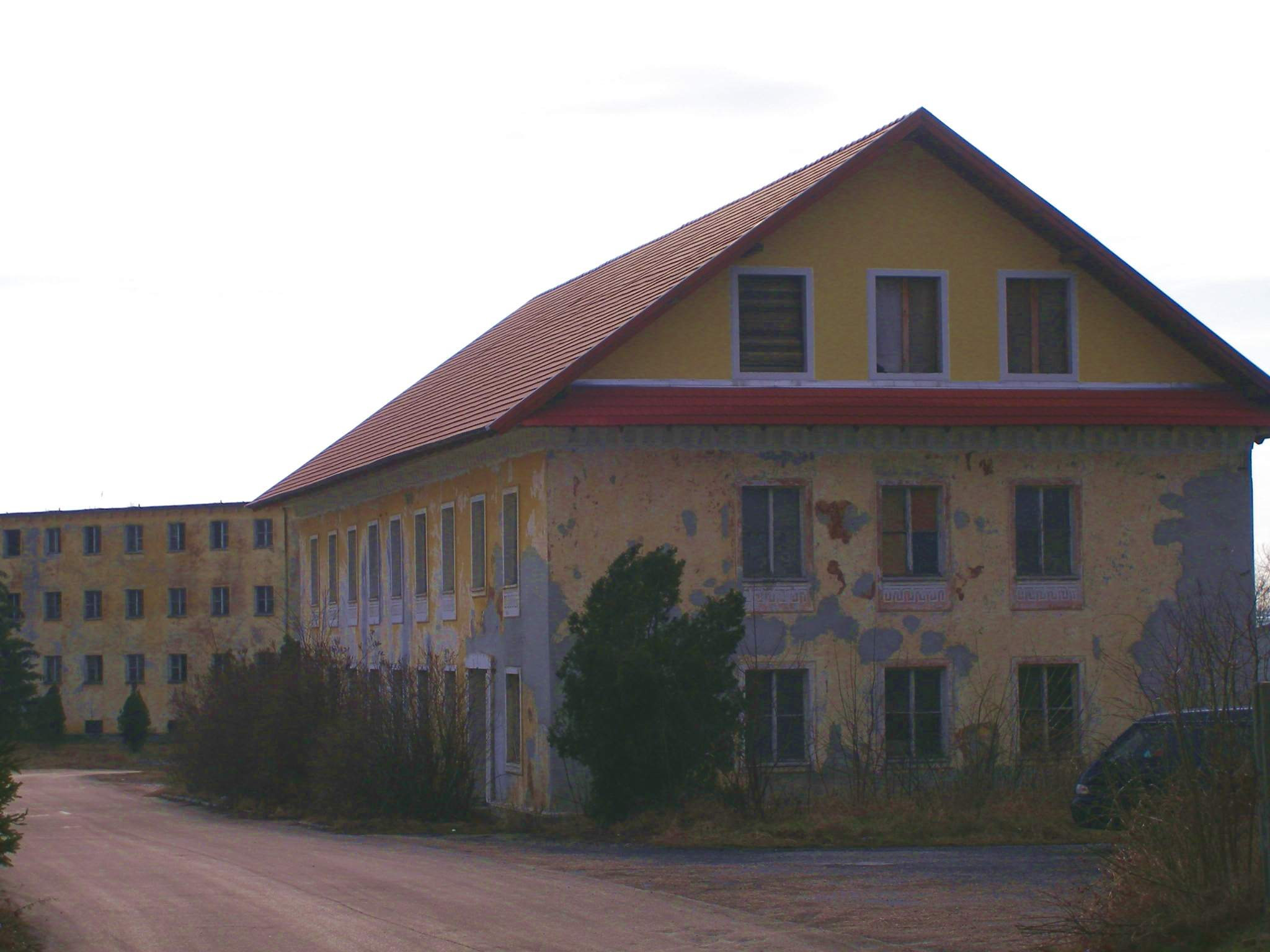
Az egykori laktanya egyik épülete

A település és környéke ősidők óta lakott hely. Határában bronzkori telepet, kelta sírt is találtak.
Első fennmaradt írásos említése 1228-ből való Bay néven. A falu neve az ótörök gazdag (bey) szóból ered. A 13–14. században a Garai család birtoka volt. Egy 1408-as oklevél szerint Baj akkor Garai Miklós nádor birtoka volt. 1461-ben a falut Garai László fia, Garai Miklós unokája, Garai Jób a nagyapja által a budai Nagy-Boldogasszony egyháza mellett temetkezési helyül építtetett és Mindenszentek tiszteletére szentelt kápolnának hagyományozta.
A török hódoltság idején elnéptelenedett; ekkor pusztult el a vele szomszédos, de mára már Baj területére eső Haláp Árpád-kori település is. Az 1533-as összeírás Bajt is lakatlanként említi. 1622-ben református vallású magyarokkal telepítették újra a falut, amely 1623-ban négy, 1689-ben pedig 3/4 porta után adózott. 1683-ban a török ismét felégette.
A 18. század elején az Esterházy család birtoka lett a falu, a Habsburg-párti Esterházy József 1715–1720 között elüldözte Baj református lakosságát, és 1730-ban Moson vármegyei birtokairól katolikus vallású német telepeseket költöztetett ide.
Baj községi szervezete 1742-ben alakult meg, első német nyelvű pecsétje 1745-ből maradt fent. 1784-ben már volt temploma is, az 1784–87-es összeíráskor 738 lakosa volt. A 19. században a falu gazdasági fejlődésnek indult, híressé váltak nagy kiterjedésű szőlői és bortermelése. Az Esterházy-uradalom mintagazdaságot és nagy pincészetet működtetett, 1860-tól pedig gőztéglagyár is üzemelt Bajon. A pincészet egyik nevezetessége az 1832-ben készült 2150 akós óriáshordó volt. 
1910-ben Bajon is megalakult a Hangya szövetkezet.
A két világháború közötti időszakban Baj továbbra is német többségű község volt, kéttantermes iskolával és saját könyvtárral. 1926-tól Német Népművelési Egylet, 1929-től önkéntes tűzoltóegyesület, 1942-től pedig gazdakör is működött a faluban, melynek villamosítása már az 1920-as években megkezdődött.
A háborús események következtében 1944 decemberében, illetve  1945. január közepén  sokan elmenekültek a községből.
A második világháború harcai 1945. március 20-án értek véget Bajon. 1946-tól a német lakosság egy részét kitelepítették, helyükre szülőföldjük elhagyására kényszerített szímői magyarok érkeztek. 1948-ban Bajon alakult meg az első termelőszövetkezet Komárom-Esztergom vármegye területén. Az 1970-es évek végén Gerecse TSz néven egyesült a szomódi és tardosi termelőszövetkezetekkel, majd a három tsz 1992-ben ismét szétvált.
A második világháború után épült Baj határában a szovjet déli hadseregcsoport laktanyája és lőtere, amely mellett kisebb lakótelepet is építettek.
Az 1956-os forradalom idején, október 27-én sortűz dördült el a laktanyánál, amely kioltotta nyolc bányász életét és több mint tízet megsebesített.
Baj 1945-ig Komárom vármegye Tatai járásához tartozott. Annak megszűnése után, 1975-1988 között Tata városkörnyékéhez tartozott. 1984 őszén népszavazás utasította el Baj Tatához csatolását, és a település továbbra is önálló tanácsú község maradt.
1957-ben kiépült Bajon a vezetékes ivóvízhálózat, majd 1992–1994 között a szennyvízhálózat és a gázvezeték-rendszer is.

## Közélete
A községi tanács 1950-ben, az önkormányzat 1990-ben alakult meg. 1995 eleje óta Bajon német nemzetiségi önkormányzat is működik.
A község címere kék színű pajzs, melyen aranyszínű bőségszaru látható. A szaru nyílásából egy szőlőlevél bújik elő, valamint egy kilenc szemből álló szőlőfürt.

### Polgármesterei
- 1990–1994: Schunder Tibor (független)[8]
- 1994–1998: Schunder Tibor (független)[9]
- 1998–2002: Schunder Tibor (független német kisebbségi)[10]
- 2002–2006: Schunder Tibor (független)[11]
- 2006–2010: Schunder Tibor (független)[12]
- 2010–2014: Schunder Tibor (független)[13]
- 2014–2019: Schunder Tibor (független)[14]
- 2019–2024: Schunder Tibor (független)[15]
- 2024– : Schunder Tibor (független)[1]

## Oktatás, egyházi élet, kultúra

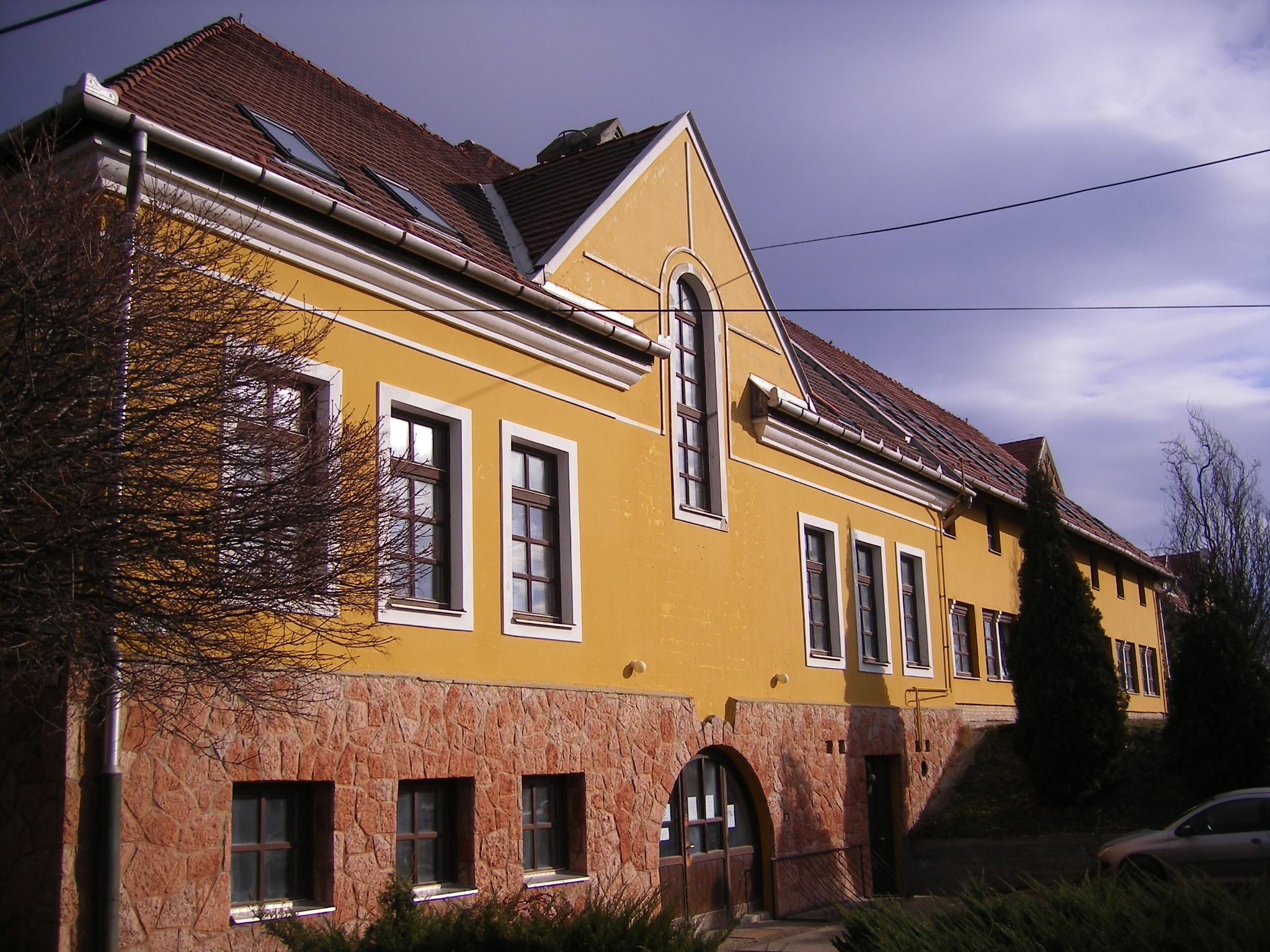
A Szent István Általános Iskola

A községben általános iskola (Szent István Általános Iskola) és 1899 óta óvoda is működik. Baj első iskolája 1770–1774 között épült, egytantermes, egy tanítós, német nyelvű iskola volt. Az 1920-as években kéttantermes, két tanerős római katolikus iskolája volt a  falunak. A mai nyolctantermes iskolaépület 1989–90-ben épült.
Vallási szempontból a lakosság többsége római katolikus. Egyházi közigazgatás tekintetében a település a Győri egyházmegye tatai espereskerületéhez tartozik, s mint ilyen, az egész egyházmegye legkeletibb fekvésű településeinek egyike. A Győri egyházmegye határán fekszik, és határos a Székesfehérvári- és az Esztergom-Budapesti egyházmegyékkel is. A környező települések közül Tata, Agostyán, Szomód, és Vértestolna a győri, Vértesszőlős a Székesfehérvári egyházmegye, Tardos pedig az Esztergom-Budapesti főegyházmegye fennhatósága alá tartozik.
Hagyományosan minden év április 22-én dalostalálkozó keretében emlékeznek meg az 1745-ben a településre érkezett sváb ősökről. Május 25-én, a szőlőtermesztők és borászok védőszentje, Szent Orbán napján a Szőlőhegyen adnak hálát a gazdák, és szeptemberben hagyományos szüreti felvonulást rendeznek. A település búcsúját október elején, az Assisi Szent Ferenc napját követő vasárnap tartják. A településen a katolikus vallás, és a sváb hagyományok egymást éltető kapcsolatban léteznek évszázadok óta.
A hit, és a hagyományok összekapcsolódása folytán a mai napig élnek a községben különböző szakrális tradíciók és sváb hagyományok.

## Gazdaság
Baj gazdasági életében sokáig meghatározó volt a mező- és erdőgazdálkodás (elsősorban a szőlőtermesztés és a bükkfa kitermelése), valamint a helyi agyagkészleteket feldolgozó téglagyártás. A 20. század során meghatározó lett az ingázás, az 1990-es években már a lakosság 4/5-e naponta ingázott a községen kívüli munkahelyére.
Az élelmiszeripart községben a Gerecse nyúl- és bárányvágóhíd képviseli.

## Népesség

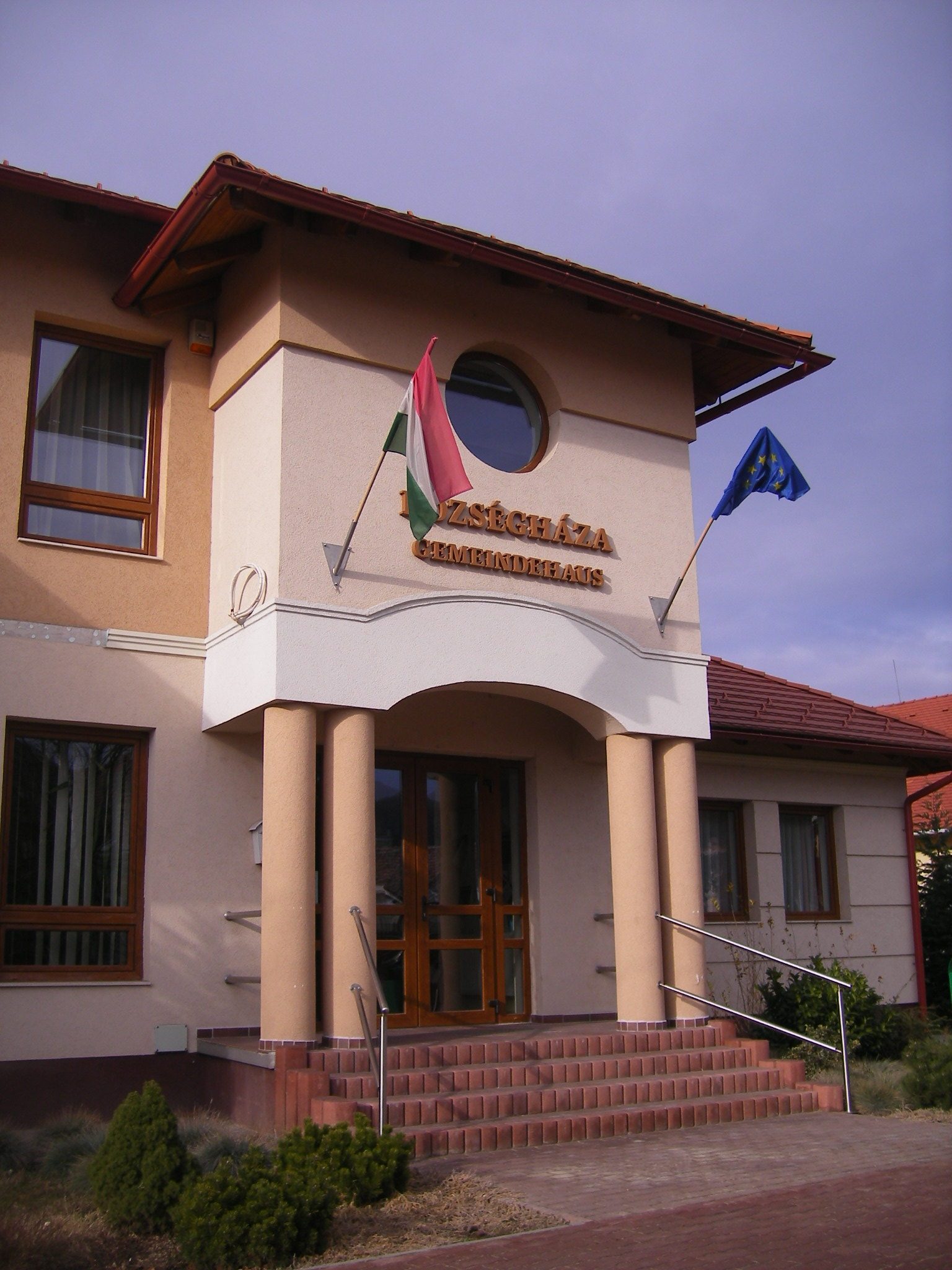
Községháza

A 2011-es népszámláláskor Baj lakónépessége 2784 fő volt. A lakosság 13,7%-a vallotta magát német nemzetiségűnek; 64% római katolikus, 10% református vallású volt.
2022-ben a lakosság 89,6%-a vallotta magát magyarnak, 9,9% németnek, 0,2% szlováknak, 0,2% cigánynak, 0,1-0,1% lengyelnek, görögnek, ukránnak és románnak, 2,4% egyéb, nem hazai nemzetiségűnek (10,1% nem nyilatkozott; a kettős identitások miatt a végösszeg nagyobb lehet 100%-nál). Vallásuk szerint 31,9% volt római katolikus, 6,6% református, 0,5% evangélikus, 0,2% görög katolikus, 0,1% izraelita, 1,1% egyéb keresztény, 0,5% egyéb katolikus, 16,9% felekezeten kívüli (42% nem válaszolt).
Az egyetlen lakott külterületen, a Szőlőhegyen 51 lakást, 32 nem lakott üdülőt és 135 állandó lakost írtak össze.
Baj lakossága 1990 óta növekvő tendenciát mutat: 1990-ben 2064, 2001-ben 2618, 2009-ben 2838, 2016-ban már 2854 volt az állandó lakosok száma.

## Nevezetességei

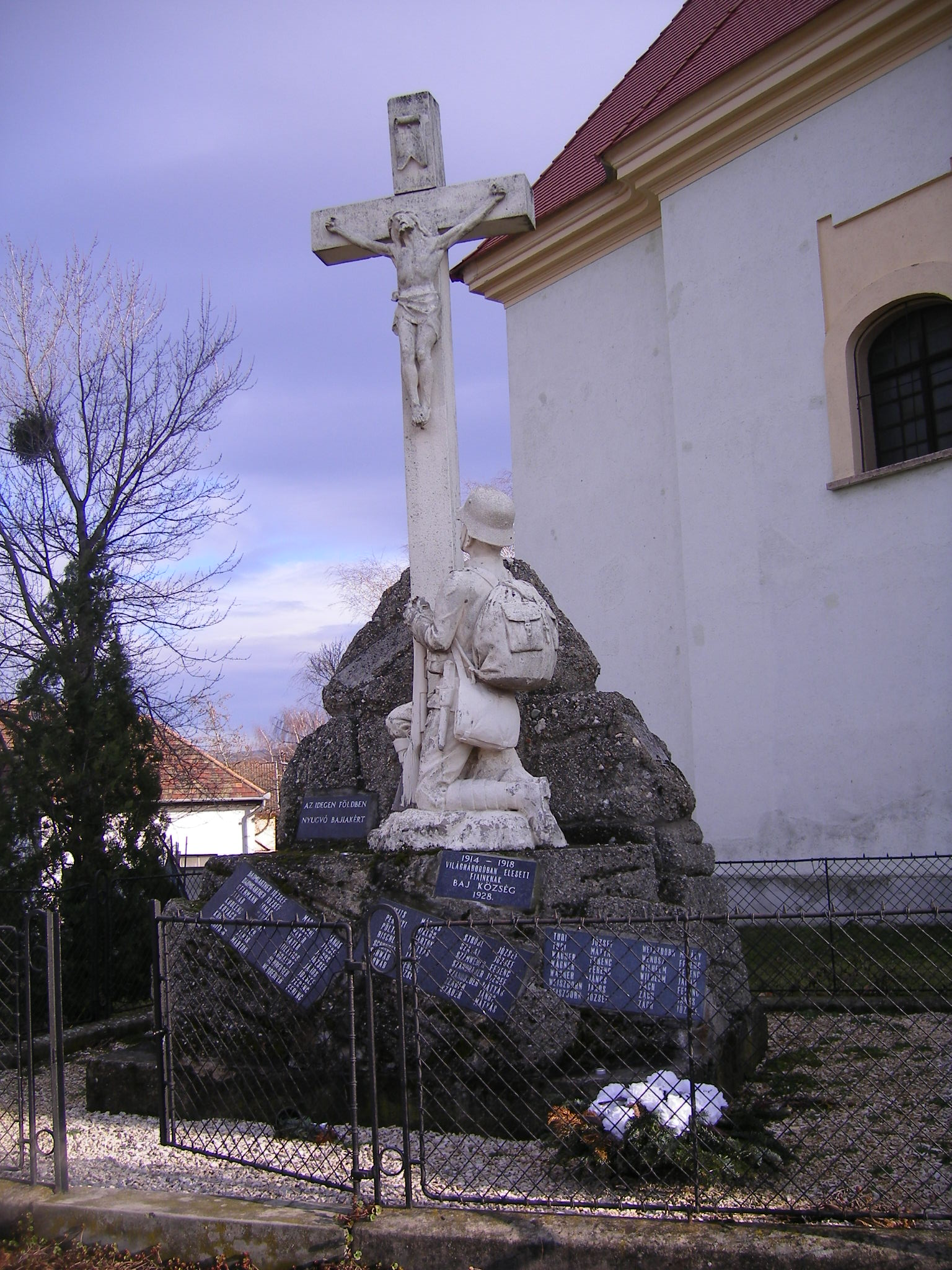
Az első világháború áldozatainak emlékműve

- Szent Ferenc katolikus templom: Assisi Szent Ferencnek szentelt műemlék római katolikus temploma régebbi templom helyén épült 1764-1795 között copf stílusban, építője Fellner Jakab és Anton Gott volt. Berendezése 1790 körül készült, szintén copf stílusban.
- Az első világháborúban elesett 44 katona tiszteletére 1928-ban állították fel a Hősök emlékművét.
- A második világháború 48 baji áldozatának emlékművét 1994-ben avatták fel.
- Az 1848-as és az 1956-os forradalom együttes emlékkopjafáját 1993-ban állították.
- A Közösségi Ház falán 2008-ban helyezték el a kitelepítettek és kiűzöttek kétnyelvű emléktábláját.
- Az óvoda régi épületének falán (Jókai Mór utca) két emléktáblát is elhelyeztek (1958-ban illetve 1999-ben).
- A baji vadászház közelében találhatóak a középkorban itt állt Ágoston-rendi kolostor romjai (Pusztatemplom v. Kovácsi templom), melyet az 1993 óta folyó ásatások tártak fel. A feltételezések szerint ez volt az elpusztult Haláp falu temploma.
- A Geistagi (látó hegyi) keresztút 2008-ban állított stációi, és a golgota.
- A Szőlőhegyen található az 1745-ben Fellner Jakab által épített uradalmi szőlőpince épülete.
- A Közösségi Ház udvarán látható  egy 1760-ban készült fa szőlőprés.
- A Honfoglalás 1100. és az újratelepítés 250. évfordulójának emlékművét 1996-ban állították.
- 1991-1999 között, valamint 2008-tól ismét áthalad a településen a Kinizsi Százas teljesítménytúra.

### Szakrális kisemlékek
- A község területén számos feszület található:
  - A Petőfi Sándor utca alsó részén álló útmenti feszületet 1922-ben állították.
  - Temetői nagykeresztek (vörösmészkő-, fa-, illetve 1924-ben állított vas feszületek).
  - A templom előtt, a főtéren álló nagykereszt
  - A Szőlőhegyen több feszület és szobor is található.

## Képtár

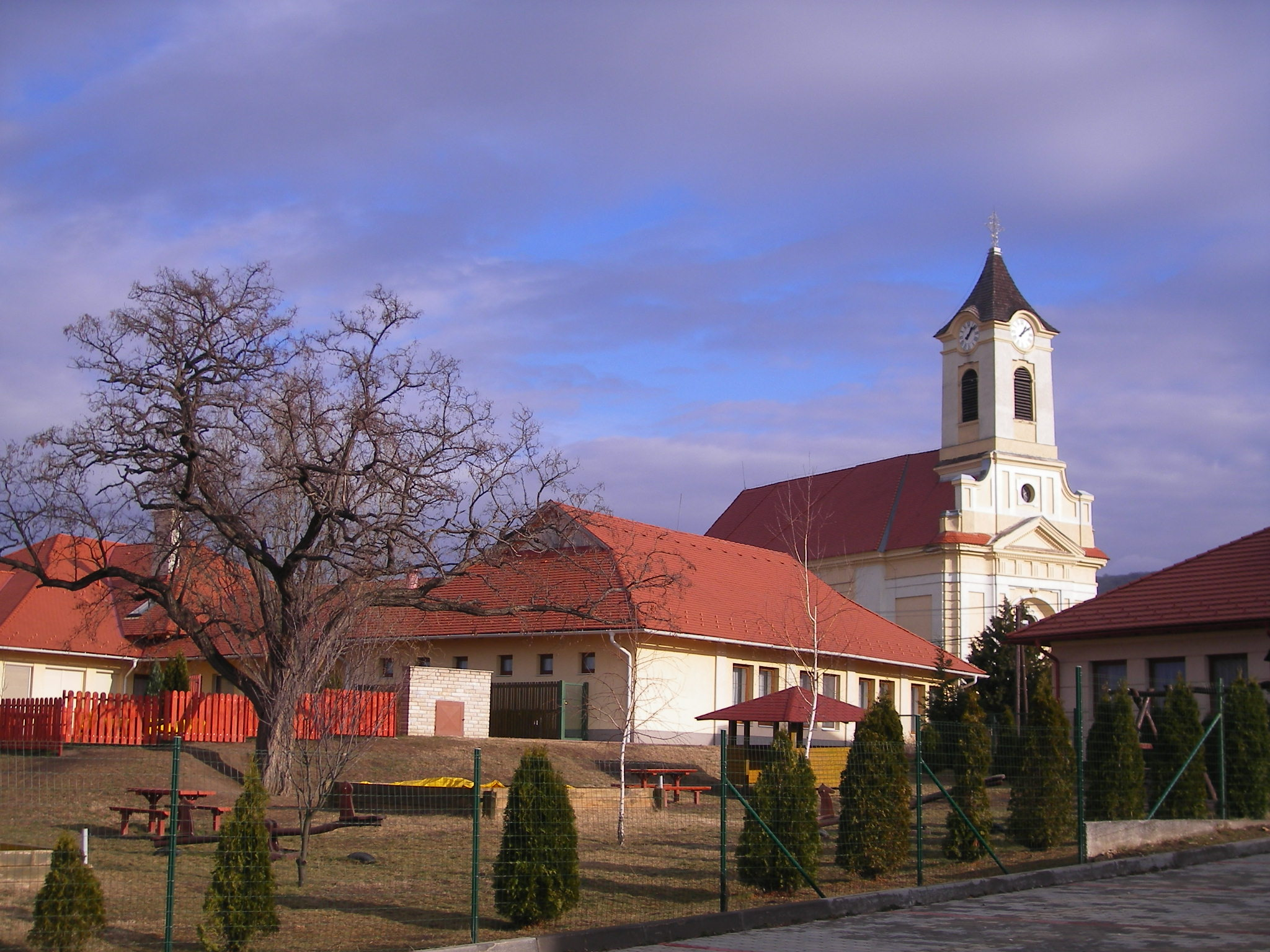
Baj központjában
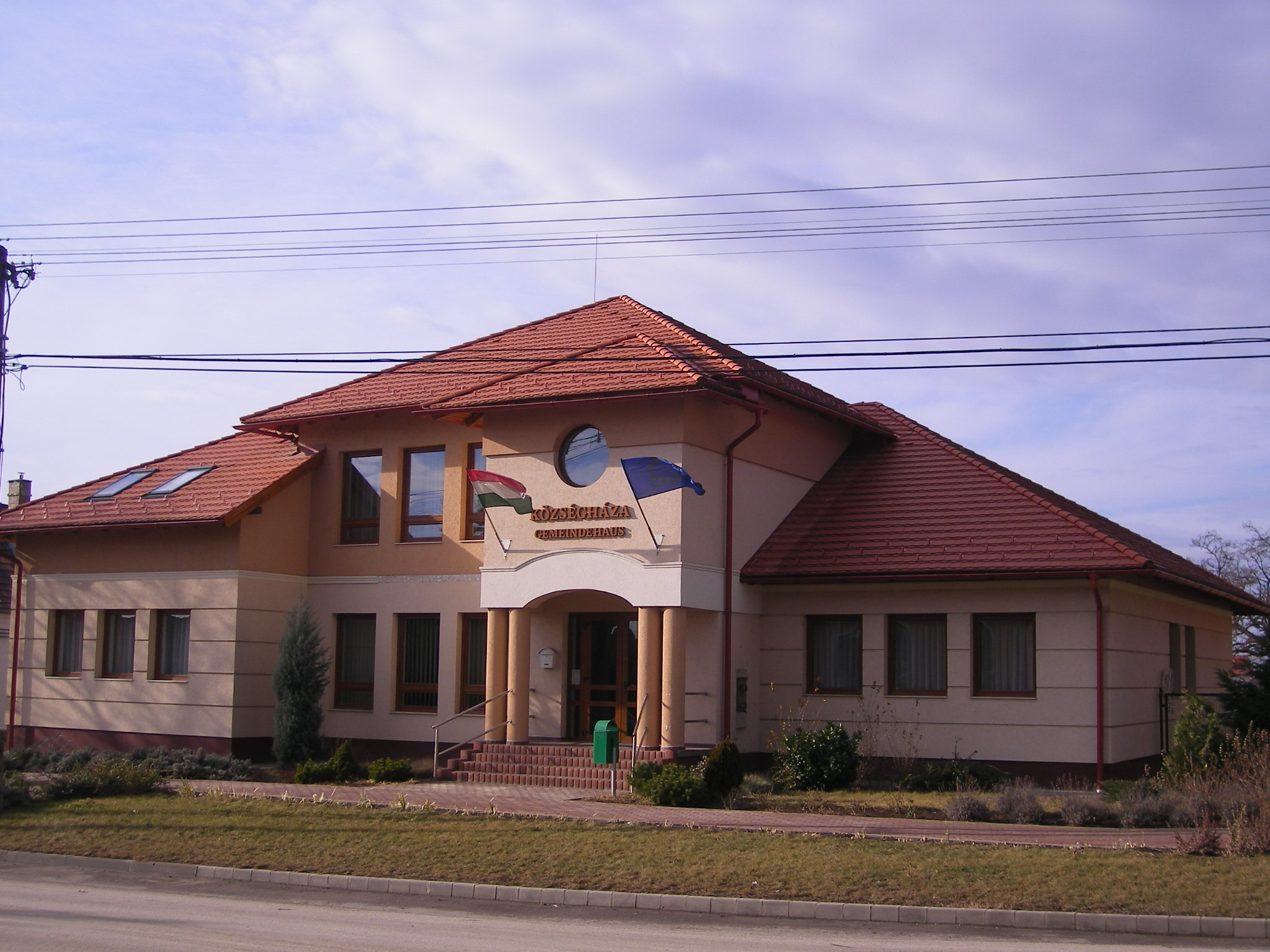
Községháza
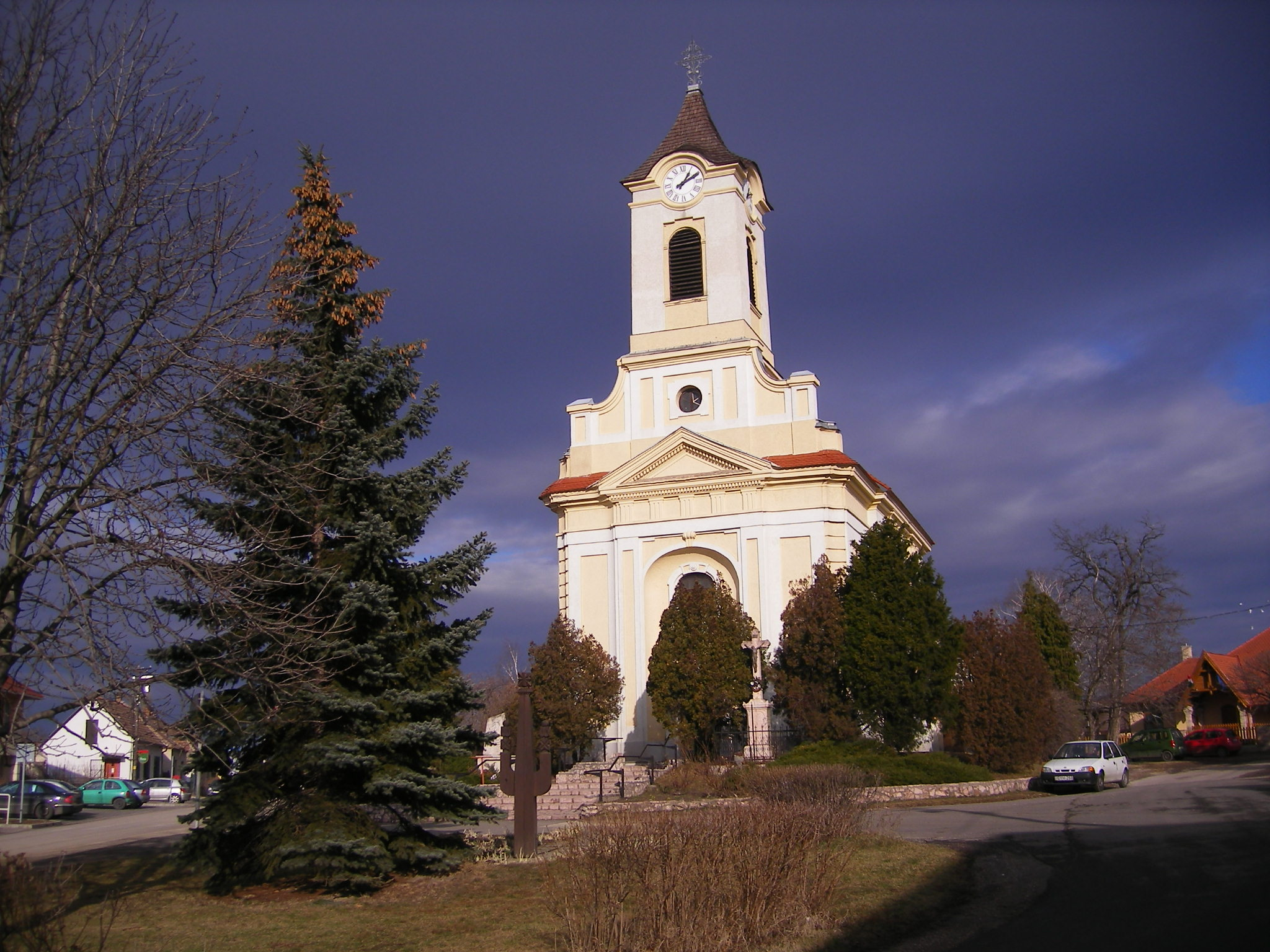
Baj központja a katolikus templommal
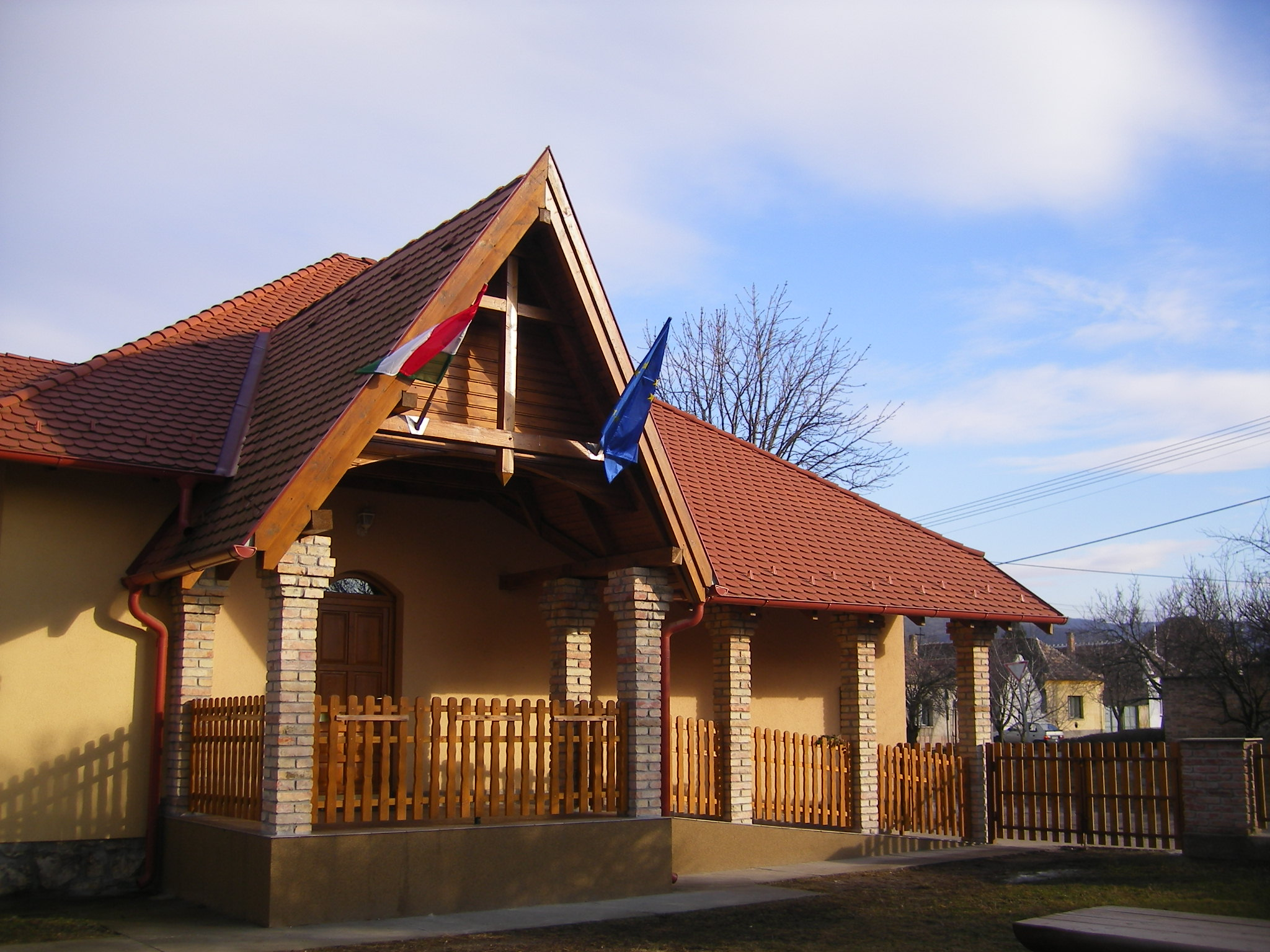
Közösségi ház
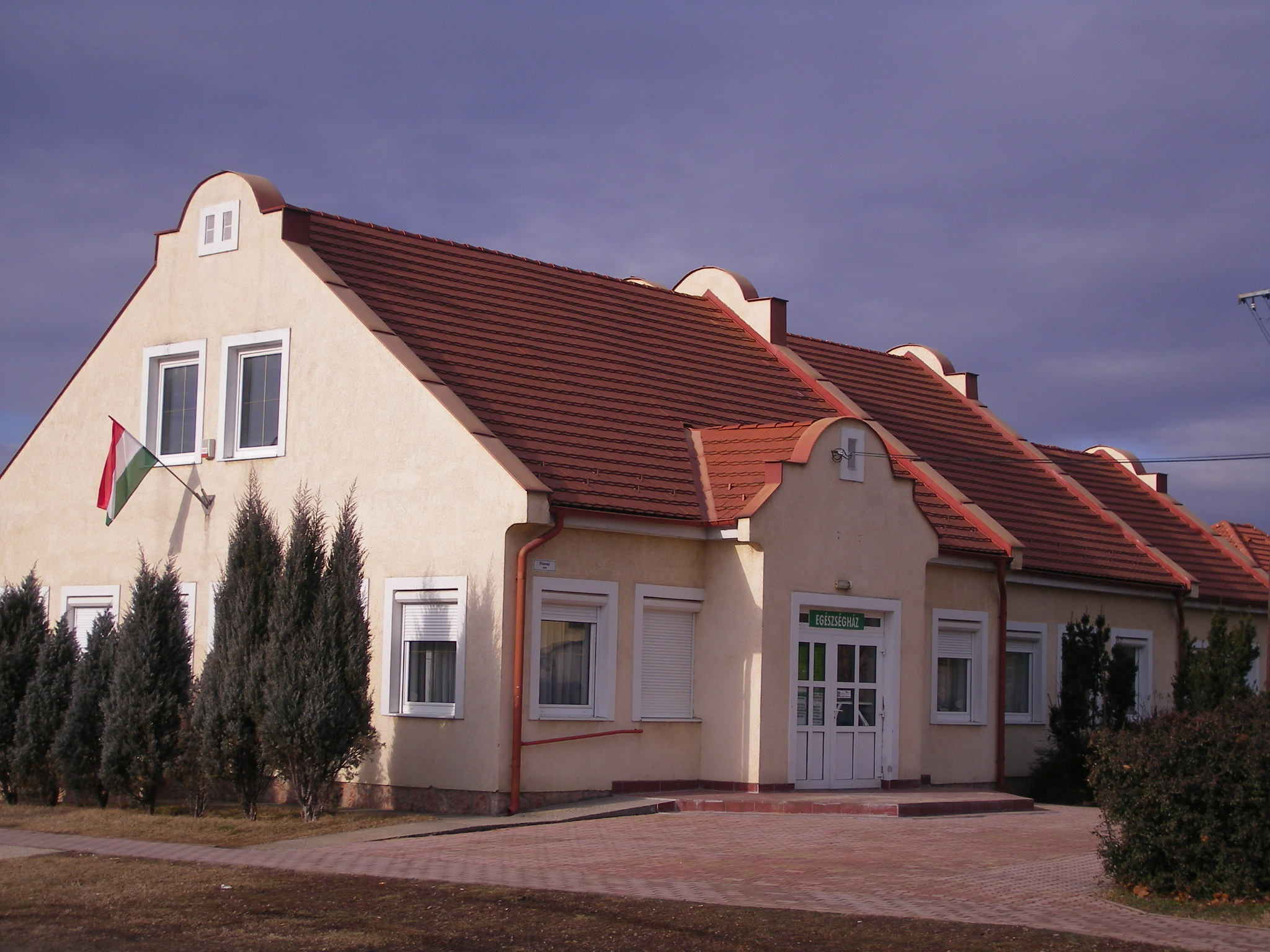
Egészségház
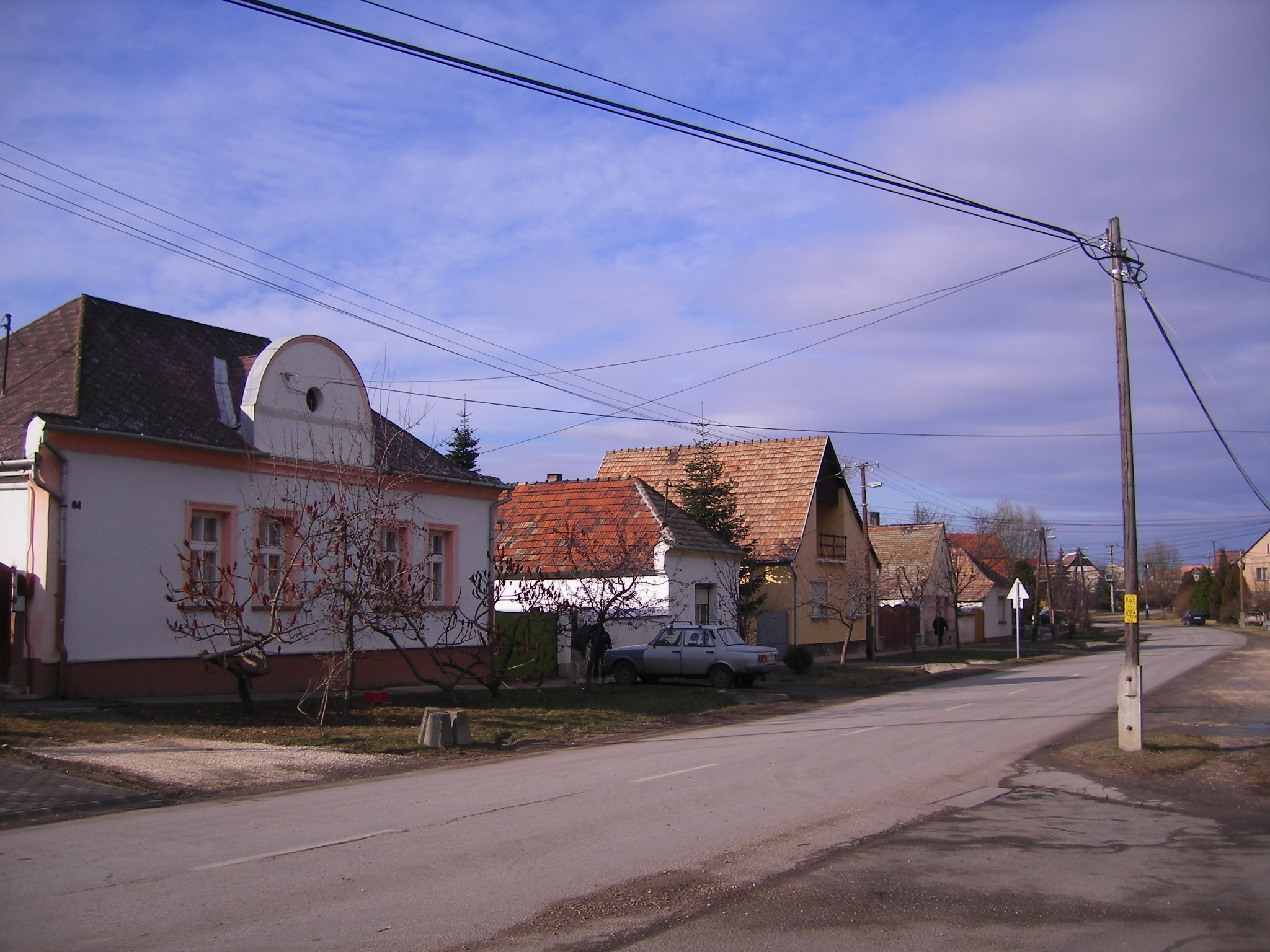
Petőfi utca
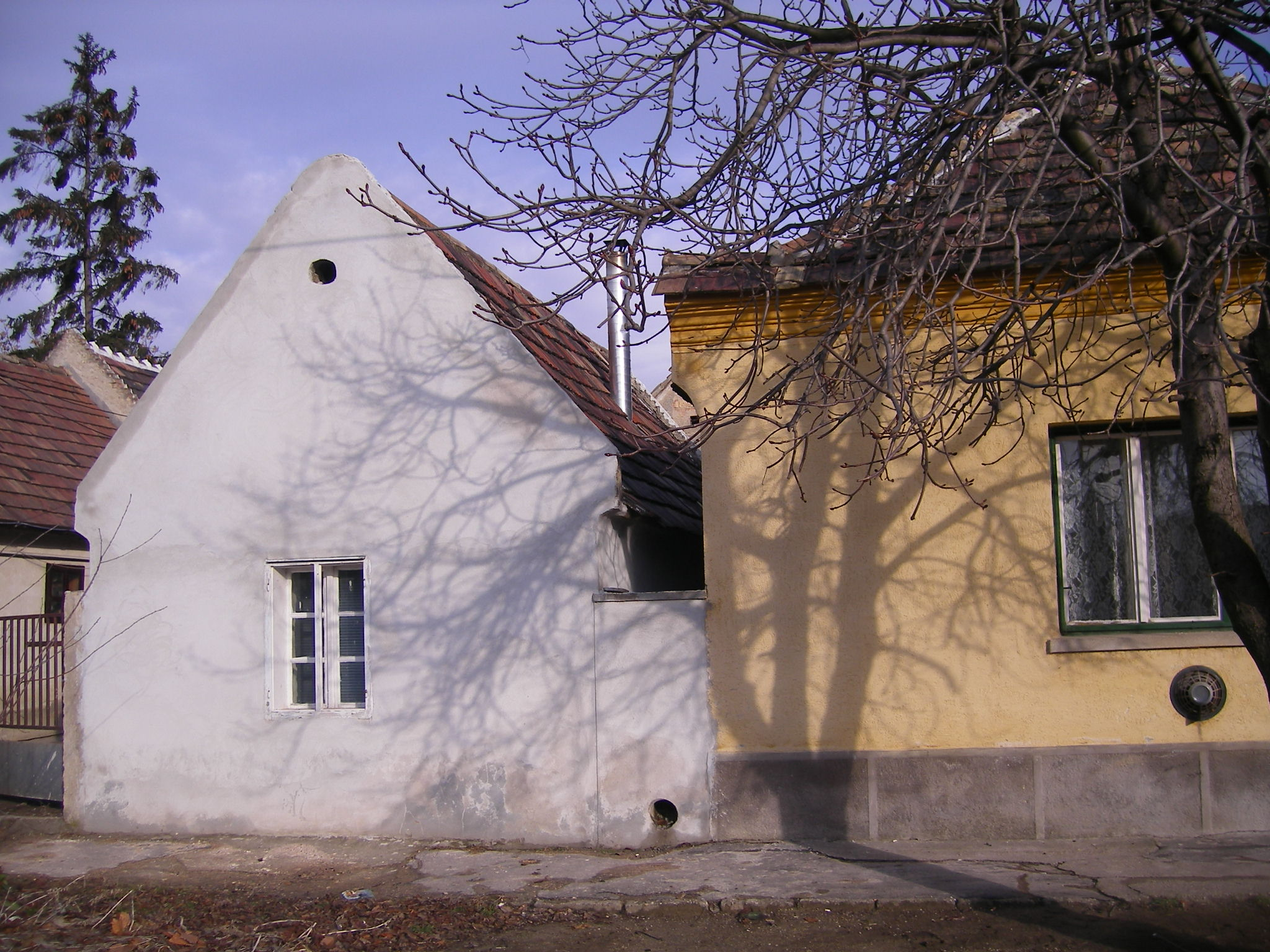
Hagyományos építkezés a Jókai utcában
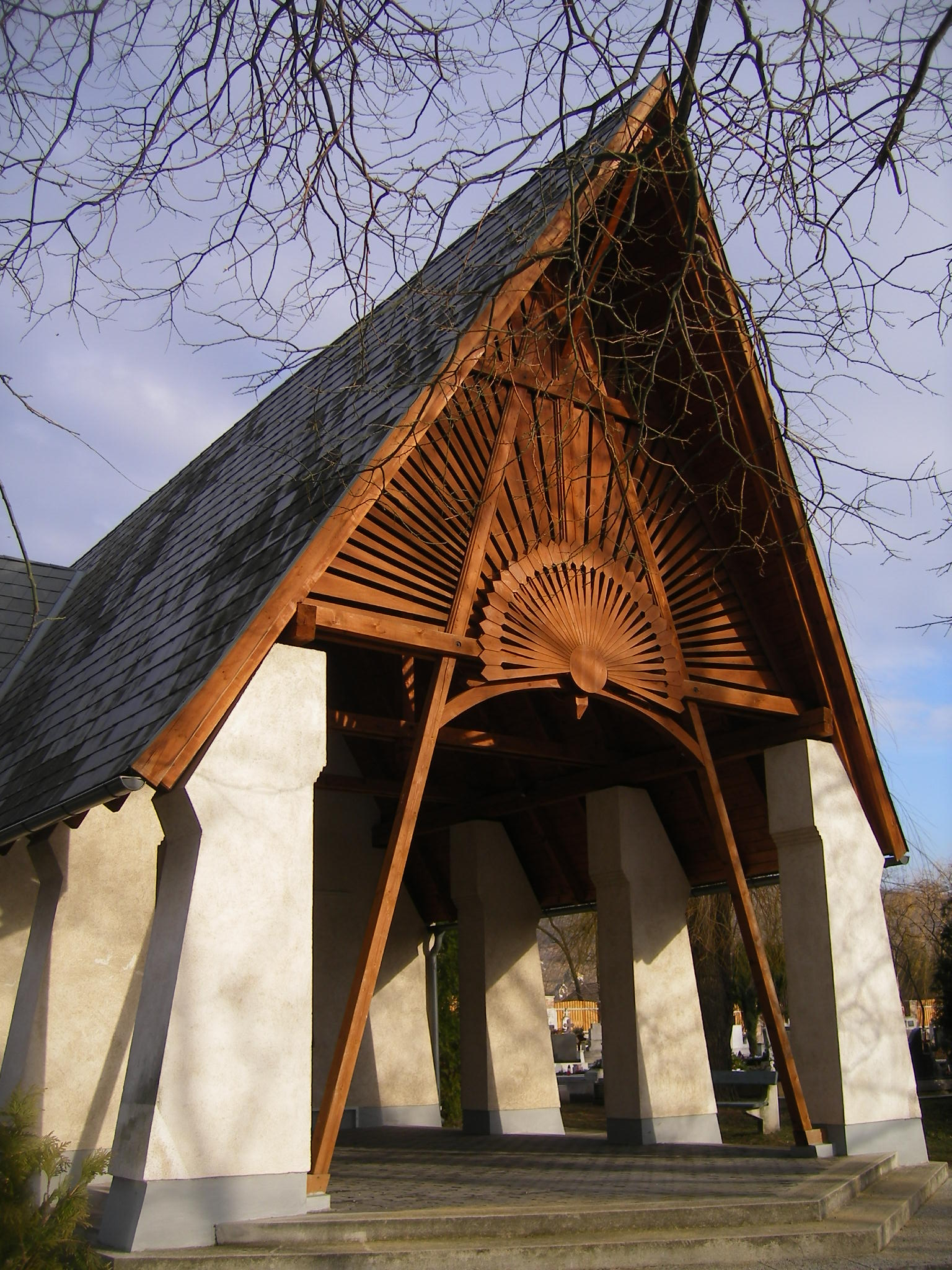
Temető - ravatalozó

### Szent Ferenc katolikus templom

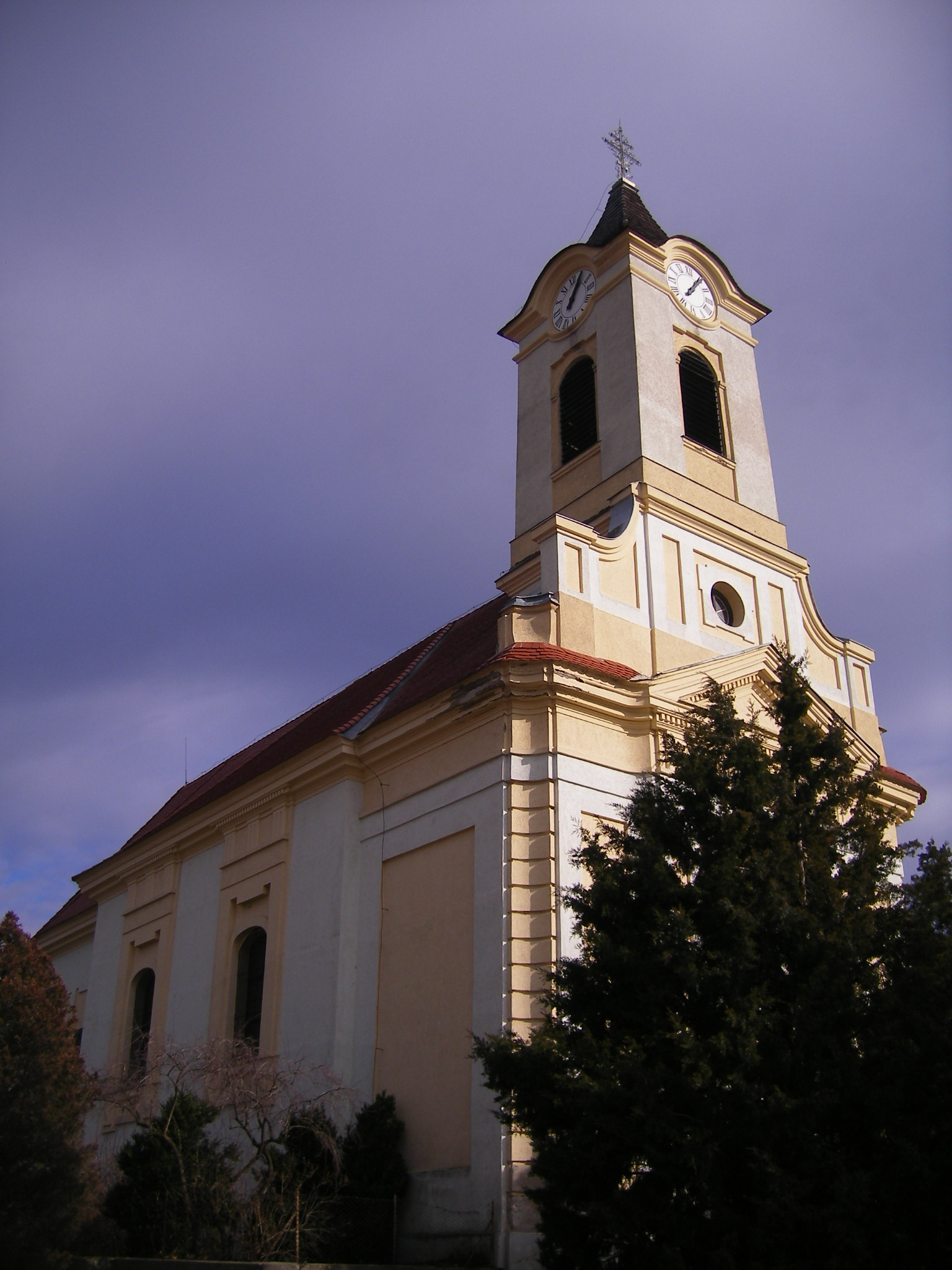
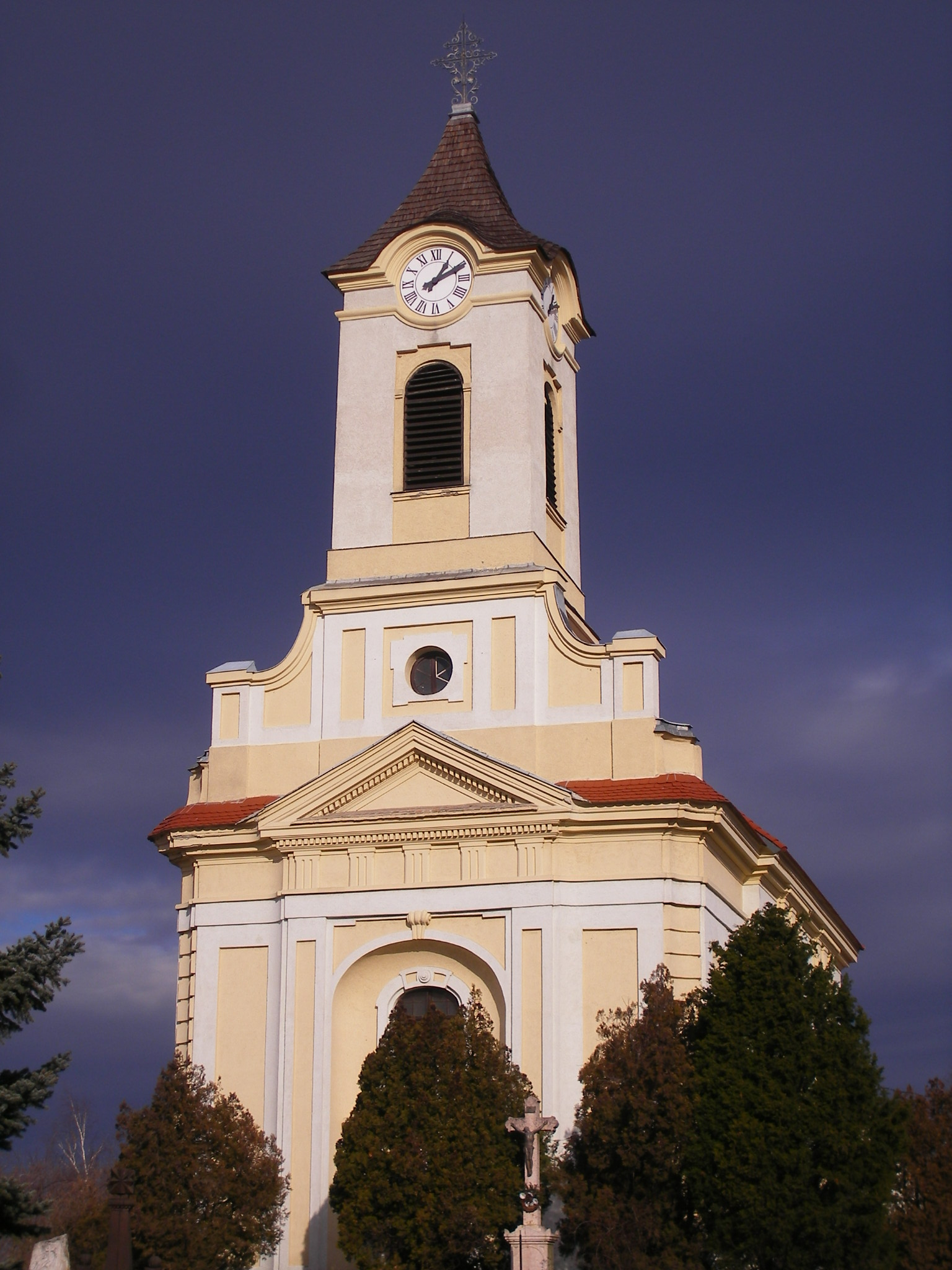
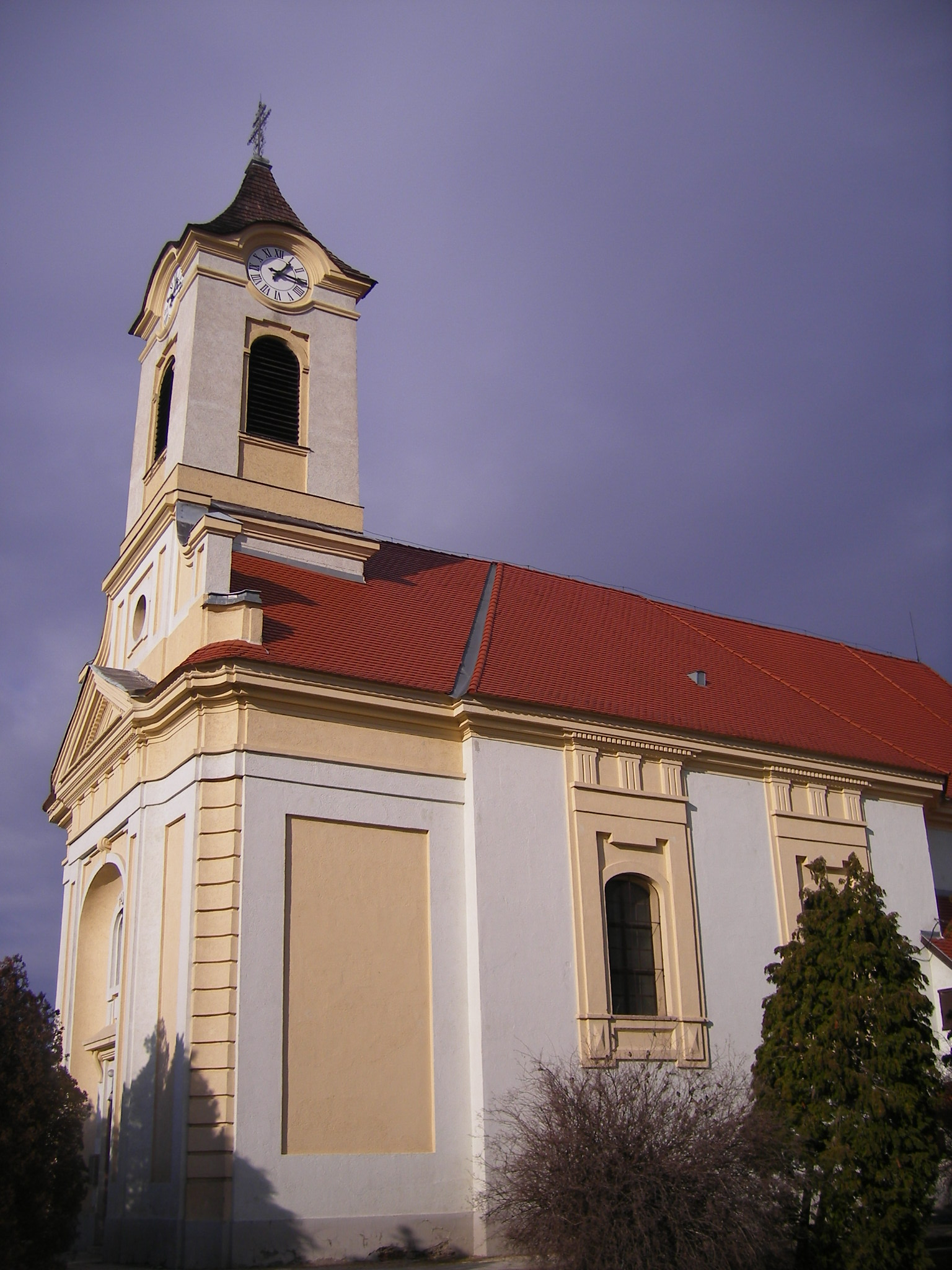
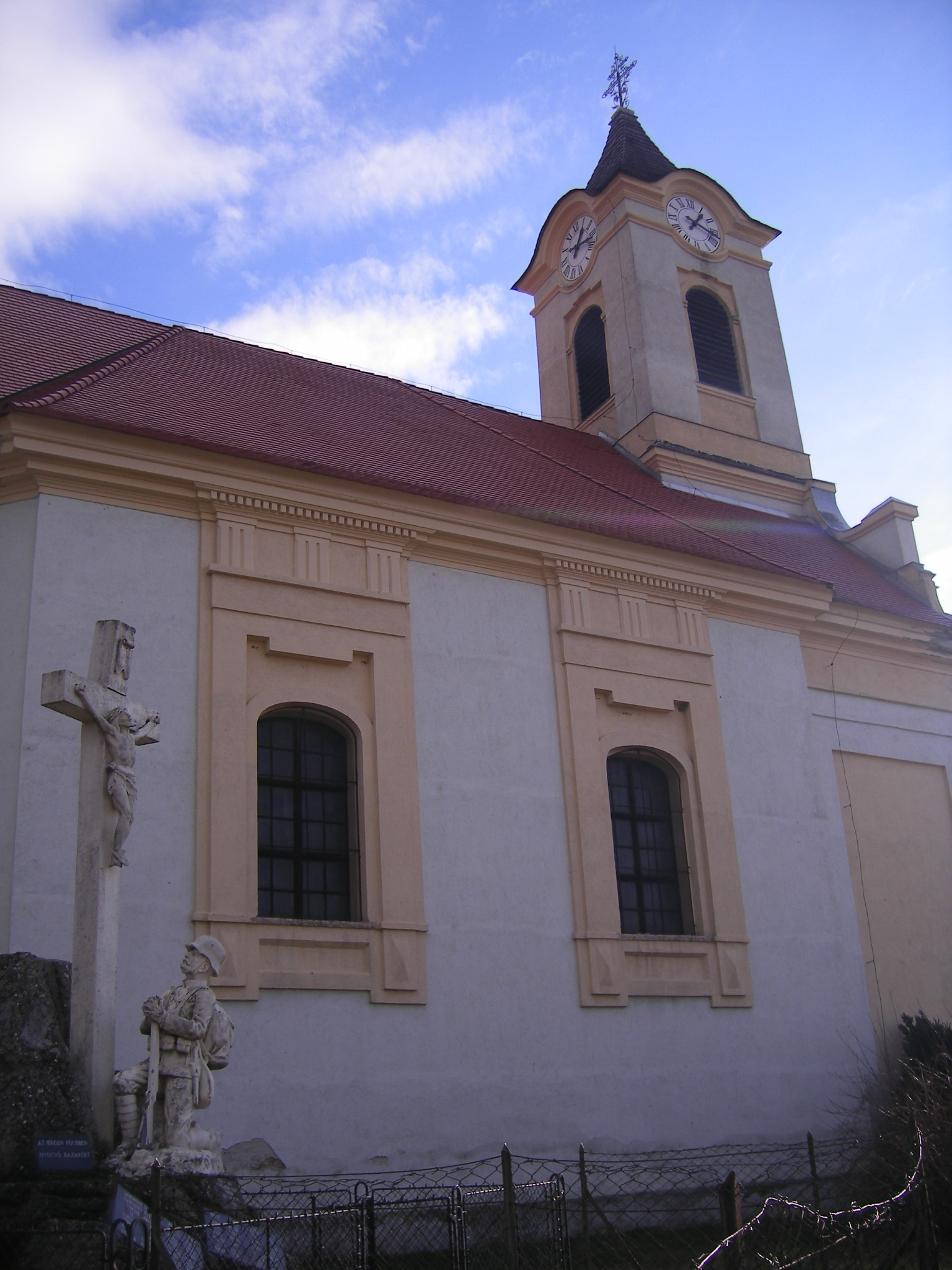
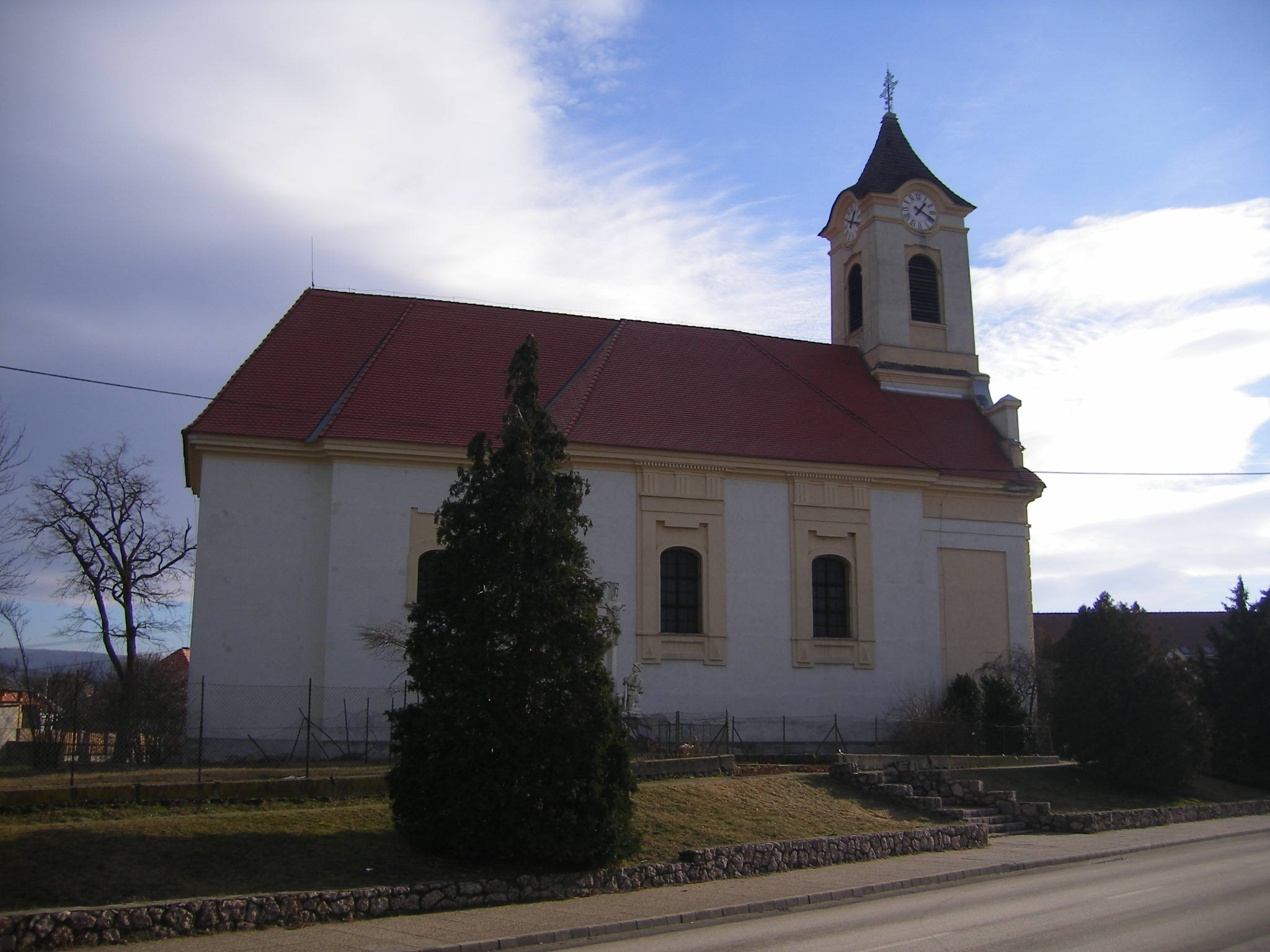
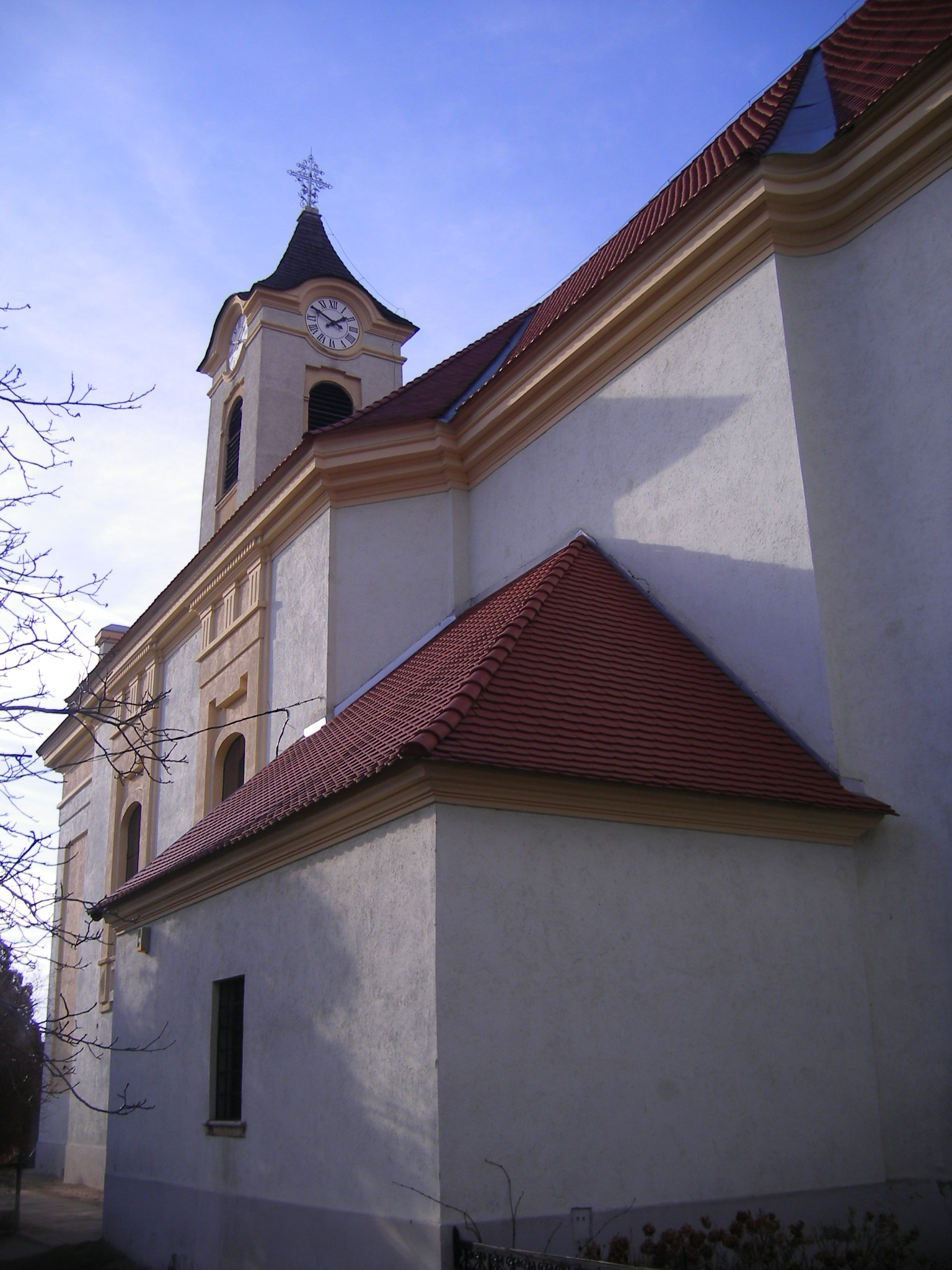

### Emlékművek és szakrális kisemlékek

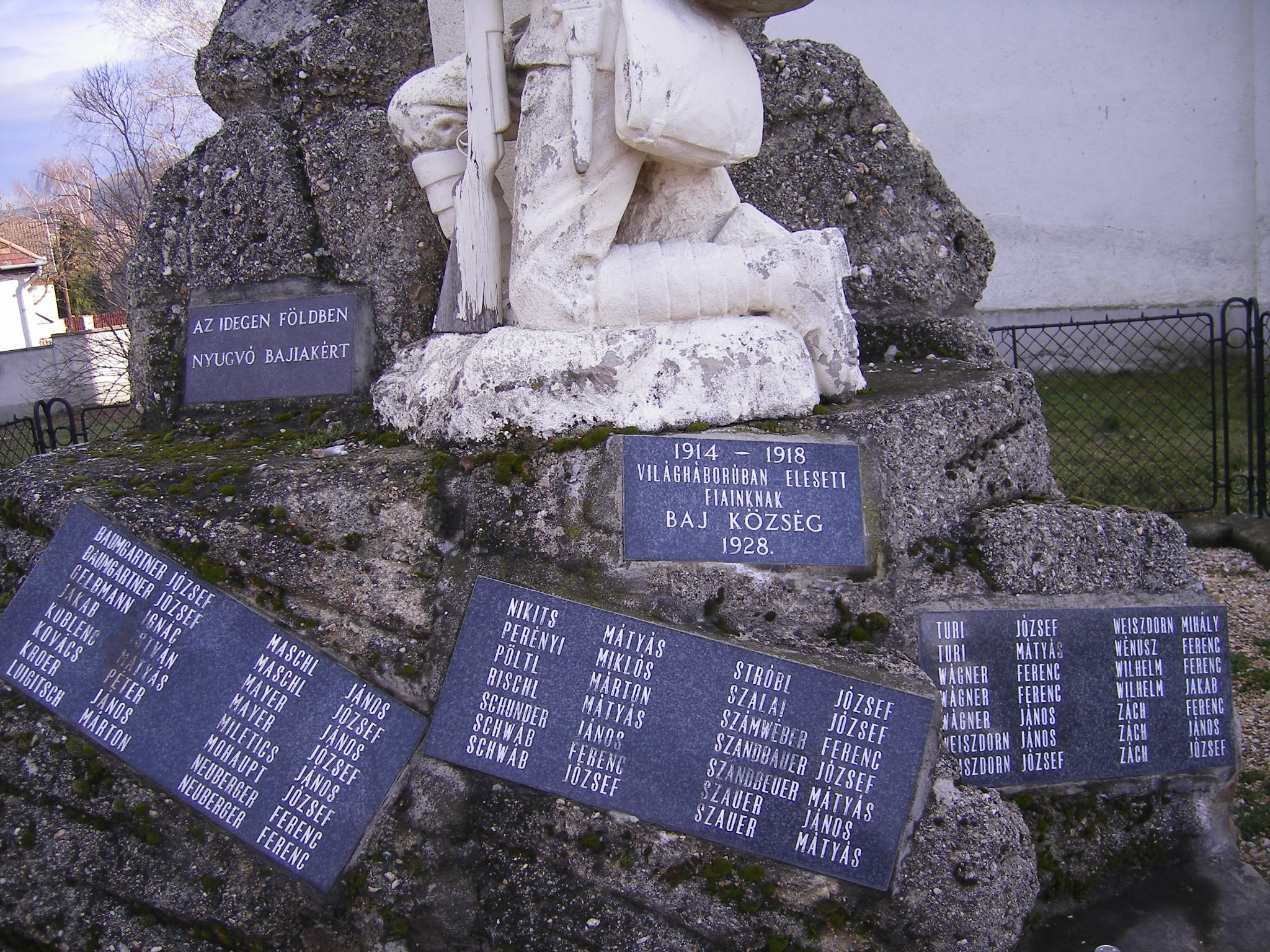
Első világháborús emlékmű (részlet)
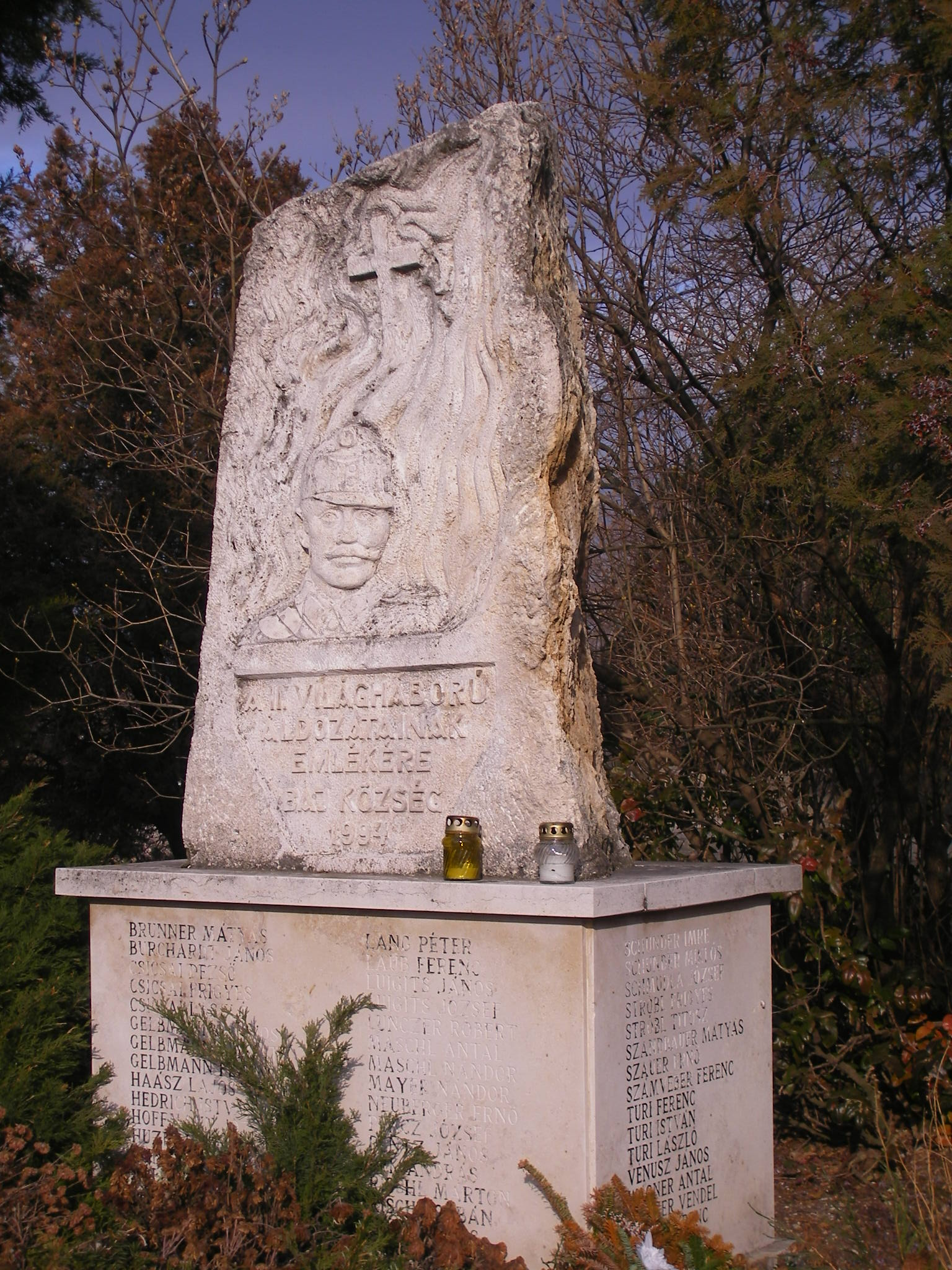
Második világháborús emlékmű
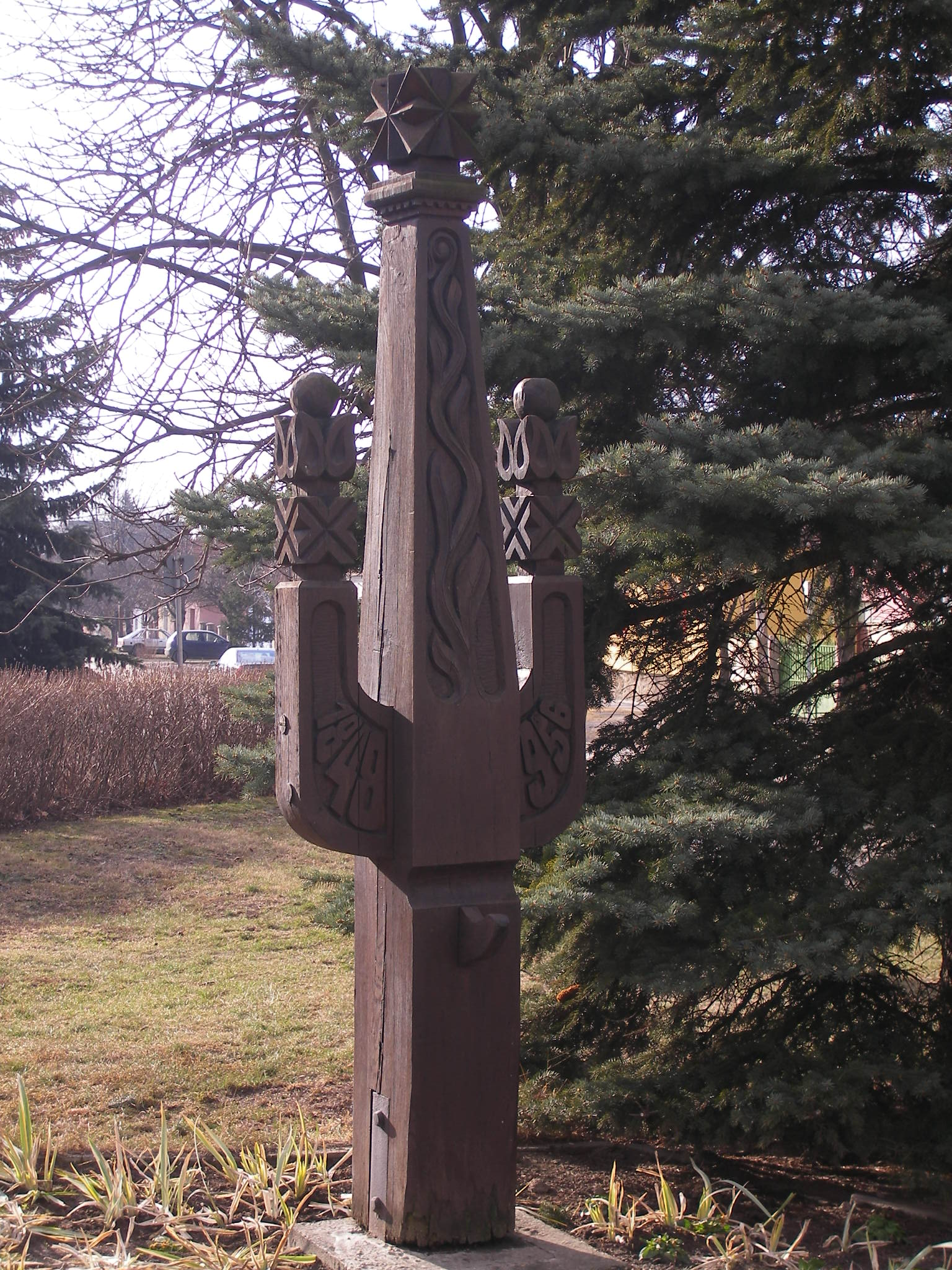
1848-as és 1956-os emlékkopjafa
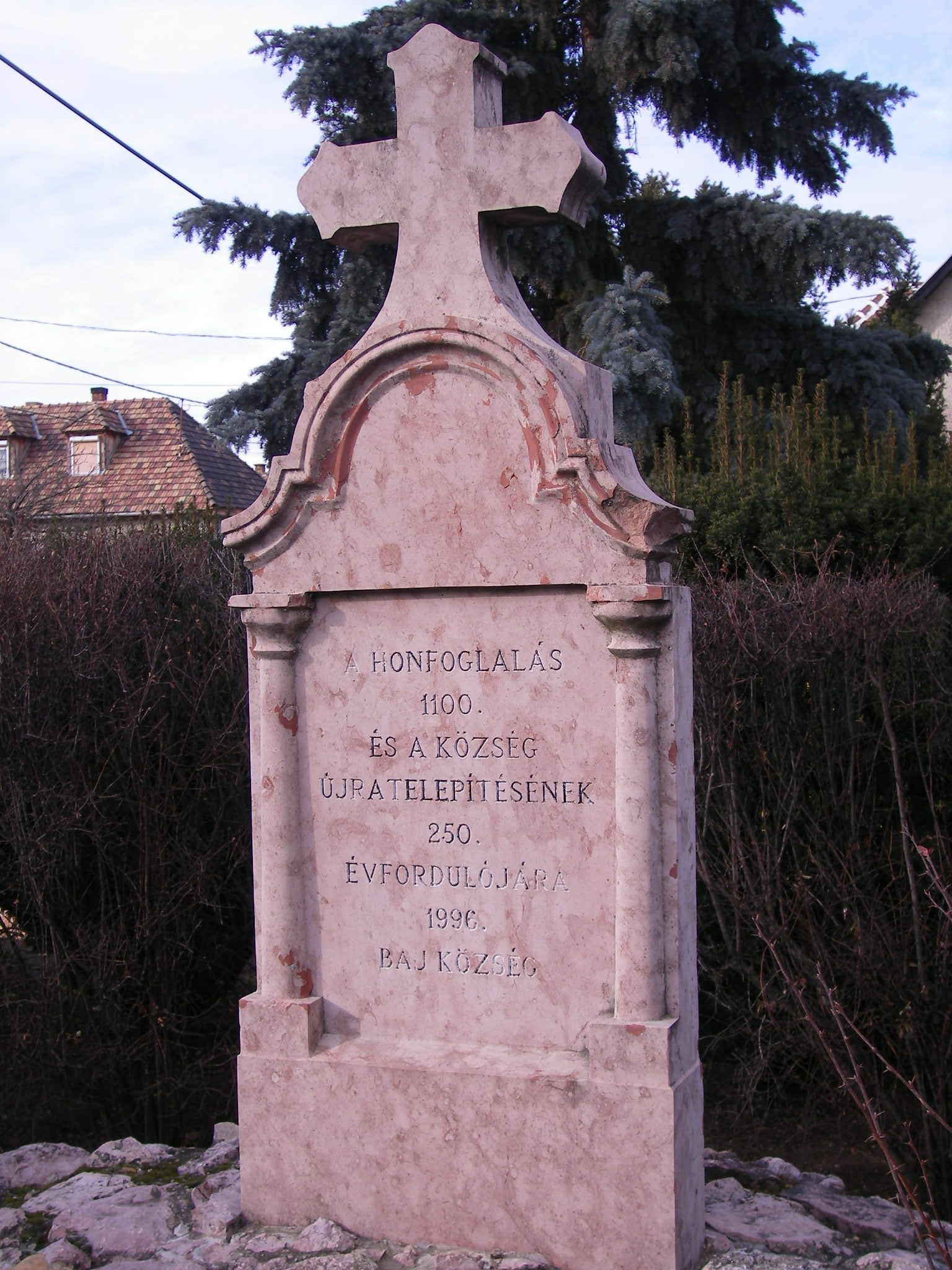
Honfoglalási és újratelepítési emlékmű
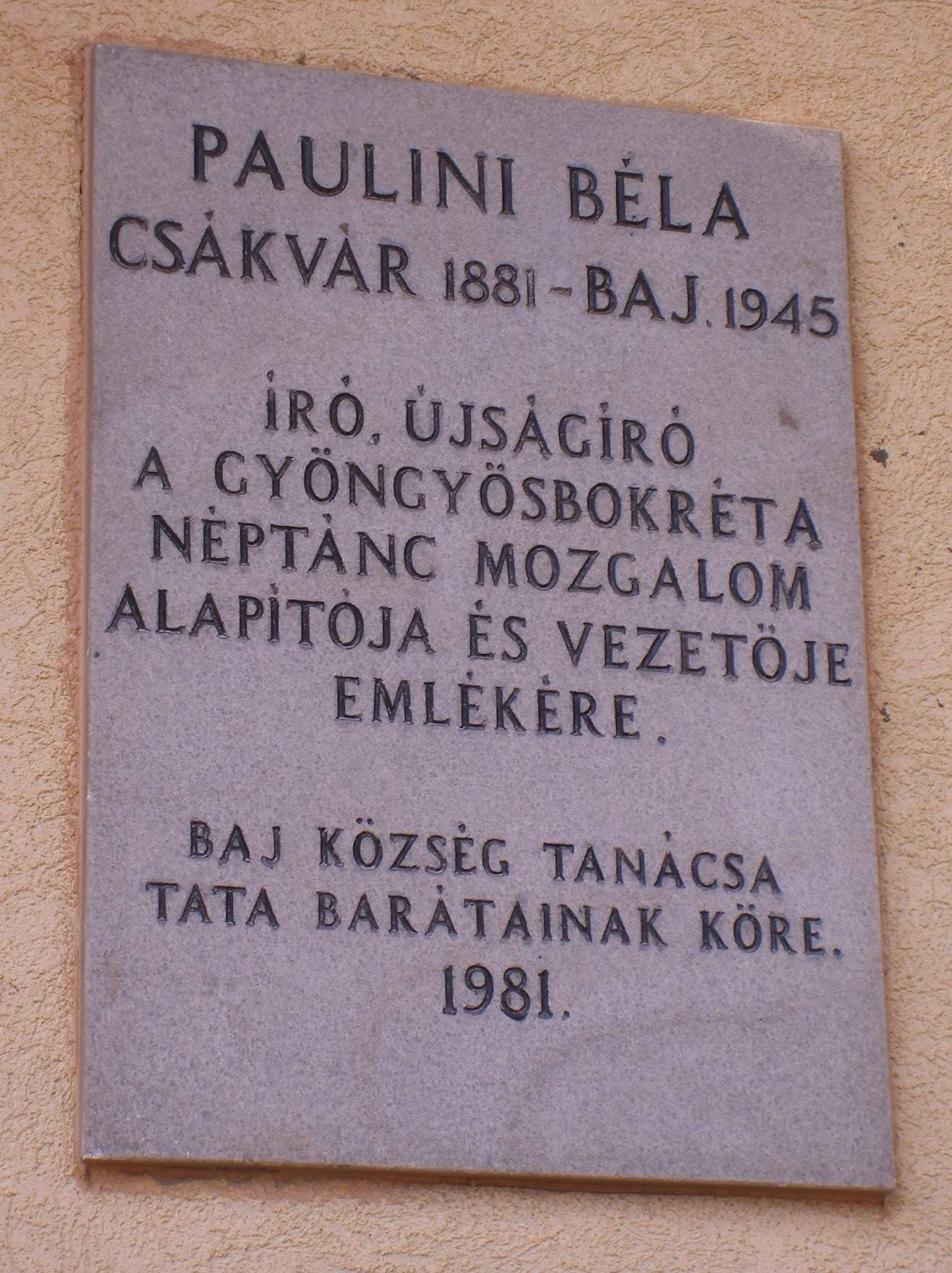
Paulini Béla emléktáblája
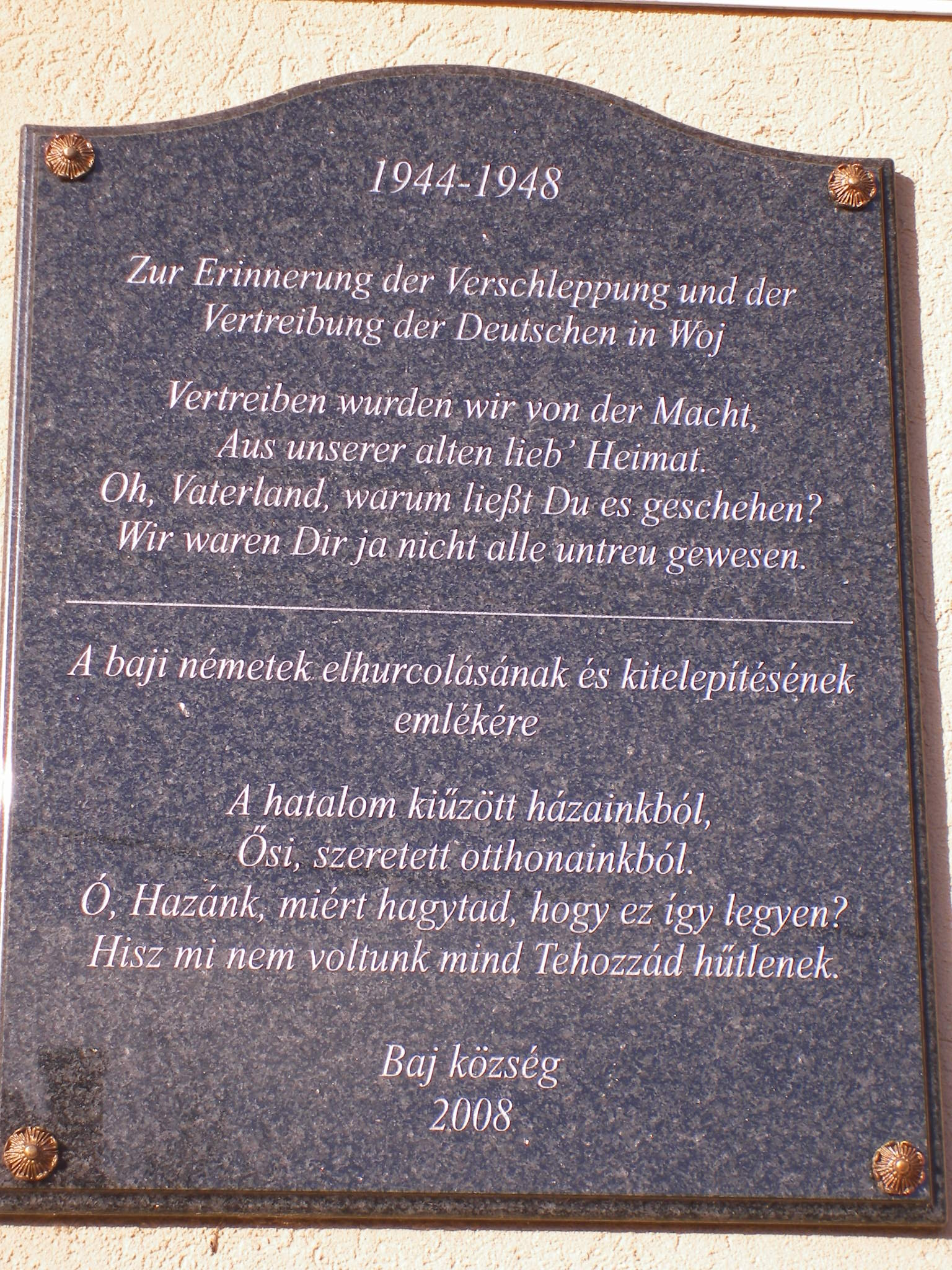
A kitelepítettek és meghurcoltak emléktáblája
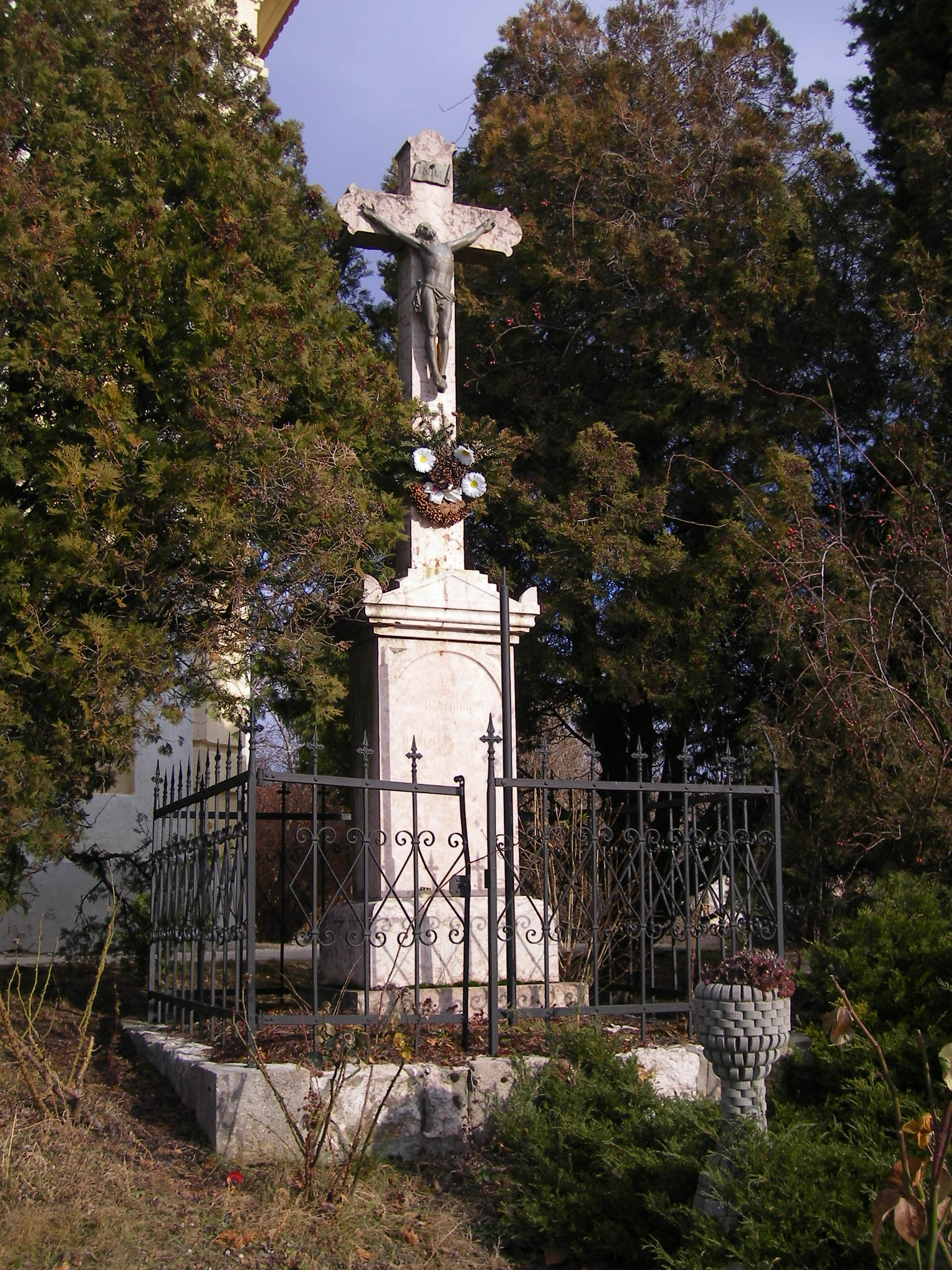
A templom előtt álló feszület
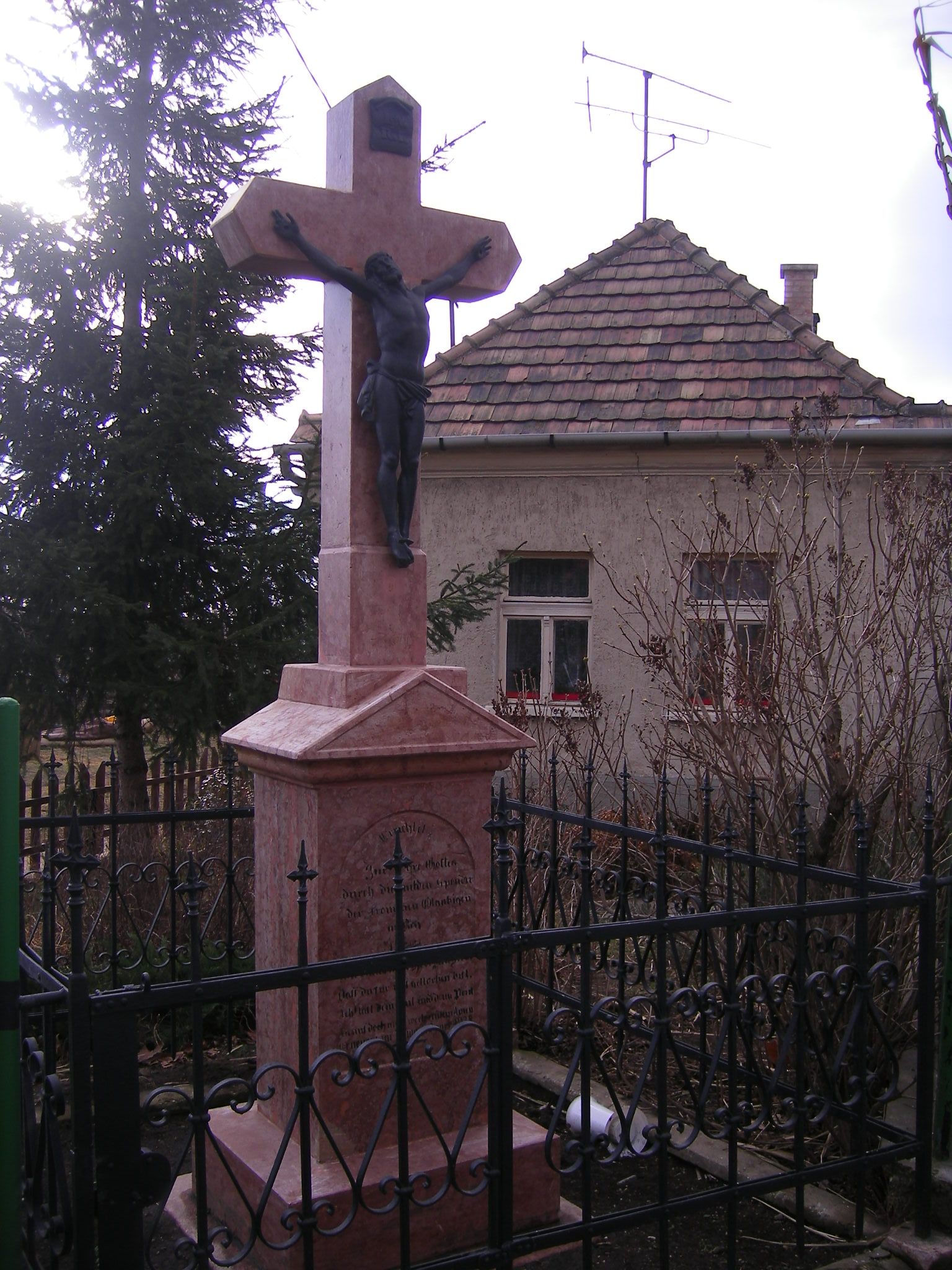
Petőfi utcai útmenti feszület (1922)

## Híres emberek
- Paulini Béla (1883-1945) - író, újságíró, a Gyöngyösbokréta néptáncmozgalom vezetője Bajon hunyt el. Emléktábláját 1981-ben helyezték el az új óvoda épületének falán.